# Lijst van landen in 1729
Hieronder volgt een lijst van landen van de wereld in 1729.

## Uitleg
- Onder het kopje Onafhankelijke landen zijn de landen in de wereld opgelijst die in 1729 onafhankelijk waren.
- Samenlevingsvormen kunnen, naarmate van complexiteit, onderverdeeld worden in bands, stammen, chiefdoms en staten. Op deze pagina zijn alleen de meest complexe vormen, de staten, opgenomen. Het onderscheid tussen een chiefdom en een staat is echter niet altijd eenvoudig te bepalen en verschilt per bron. Hierdoor is het mogelijk dat bepaalde in deze lijst opgenomen landen in sommige bronnen als chiefdoms aangemerkt worden, terwijl niet in deze lijst opgenomen chiefdoms in sommige bronnen toch als staten worden beschouwd.
- Alle de facto onafhankelijke staten die niet, of slechts in zeer beperkte mate, door andere landen werden erkend, zijn weergegeven onder het kopje Niet algemeen erkende landen.
- De afhankelijke gebieden, dat wil zeggen gebieden die niet worden gezien als een integraal onderdeel van de staat waar ze afhankelijk van zijn, zoals vazalstaten, protectoraten en kolonies, zijn weergegeven onder het kopje Niet-onafhankelijke gebieden.
- De in grote mate onafhankelijke rijksvrije gebieden (hertogdommen, graafschappen, heerlijkheden, rijkssteden, prinsbisdommen, etc.) die lagen binnen de grenzen van het Heilige Roomse Rijk zijn apart opgelijst onder het kopje Staten binnen het Heilige Roomse Rijk.
- De kantons, halfkantons en Zugewandte Orte van het Zwitserse Eedgenootschap zijn vermeld onder het kopje Kantons en Zugewandte Orte van het Zwitserse Eedgenootschap.
- De in grote mate onafhankelijke onderdelen van het Mogolrijk zijn weergegeven onder het kopje Staten binnen het Mogolrijk.
- De zelfstandige koninkrijken van het Koninkrijk Bali zijn weergegeven onder het kopje Balinese koninkrijken.
- Bezette gebieden zijn niet op deze pagina weergegeven.

## Staatkundige veranderingen in 1729
- 20 januari: Seborga wordt verkocht aan Sardinië. De verkoop wordt echter niet geregistreerd, waardoor het in theorie onafhankelijk blijft.
- Het Koninkrijk Quilon krijgt de naam Travancore.
- De Safawiden verslaan de Hotakiden en krijgen weer de controle over Perzië.

## Onafhankelijke landen

### A
| Korte landsnaam (Nederlands) | Lange landsnaam (Nederlands)                                  | Korte landsnaam (oorspronkelijke taal/talen) |
| ---------------------------- | ------------------------------------------------------------- | -------------------------------------------- |
| Aboh                         | Koninkrijk Aboh                                               | Igbo: Obodo Eze                              |
| Afghanistan                  | Afghanistan (Rijk van de Hotakiden)                           | Pasjtoe: Afghānestān / افغانستان             |
| Agadez                       | Sultanaat Agadez (ook wel: Sultanaat Aïr)                     | Songhai:                                     |
| Ahom                         | Koninkrijk Ahom (ook wel: Koninkrijk Assam)                   | Assamees: আহোম ৰাজ্য                            |
| Akure                        | Koninkrijk Akure                                              | Yoruba: Akure                                |
| Akwamu                       | Akwamu                                                        | Akan: Akwamu                                 |
| Akyem                        | Confederatie van Akyem-staten                                 | Twi: Akyem                                   |
| Alo                          | Koninkrijk Alo (ook wel: Koninkrijk Tu'a / Koninkrijk Futuna) | Futunisch: Tu'a                              |
| Amarro                       | Koninkrijk Amarro (ook wel: Amaro)                            | Koore: Amarro                                |
| Ambohidratrimo               | Koninkrijk Ambohidratrimo                                     | Malagassisch: Ambohidratrimo                 |
| Andorra                      | Vorstendom Andorra                                            | Catalaans, Frans en Spaans: Andorra          |
| Angoche                      | Sultanaat Angoche                                             | Ekoti: Angoche                               |
| Ankole                       | Koninkrijk Ankole (ook wel: Nkore)                            | Nkore: Nkore                                 |
| Anziku                       | Koninkrijk Anziku (ook wel: Teke / Tio / Tyo)                 |                                              |
| Arakkal                      | Koninkrijk Arakkal (ook wel: Koninkrijk Cannanore)            | Malayalam: കണ്ണൂര്                              |
| Aro                          | Confederatie van de Aro                                       | Igbo: Omu Aro                                |
| Ashanti                      | Koninkrijk Ashanti                                            | Akan: Asanteman                              |
| Atjeh                        | Sultanaat Atjeh                                               | Atjehs: Acèh                                 |
| Aulla-Podenzana              | Markizaat Aulla-Podenzana                                     | Italiaans: Aulla-Podenzana                   |
| Avar                         | Kanaat Avar                                                   | Avaars: Awarazul Nutsallhi                   |
| Ayutthaya                    | Koninkrijk Ayutthaya (ook wel: Koninkrijk Siam)               | Thai: Anachak Ayutthaya / อาณาจักรอยุธยา       |
| Ayayna                       | Sjeikdom Ayayna                                               | Arabisch:                                    |

### B
| Korte landsnaam (Nederlands) | Lange landsnaam (Nederlands)                         | Korte landsnaam (oorspronkelijke taal/talen)                |
| ---------------------------- | ---------------------------------------------------- | ----------------------------------------------------------- |
| Badachsjan                   | Kanaat Badachsjan                                    | Oezbeeks: Perzisch: Badaḫšān / بدخشان Tadzjieks: Badakhshon |
| Baguirmi                     | Sultanaat Baguirmi                                   | Baguirmi: Baguirmi                                          |
| Bali                         | Koninkrijk Bali                                      | Balinees: Bali                                              |
| Baltistan                    | Baltistan                                            | Balti: Baltiyul / བལྟིསྟན / بلتیول                             |
| Bambao                       | Sultanaat Bambao                                     | Comorees: Bambao                                            |
| Bambara                      | Rijk van de Bambara (ook wel: Bamana / Ségou / Segu) | Bambara:                                                    |
| Bamum                        | Koninkrijk Bamum (ook wel: Bamoun)                   | Mbum: Bamum                                                 |
| Bani Khalid                  | Bani Khalid                                          | Arabisch: Bani Khalid / بني خالد                            |
| Banjar                       | Sultanaat Banjar                                     | Bandjarees: Banjar                                          |
| Baol                         | Koninkrijk Baol                                      | Serer: Bawol                                                |
| Bara                         | Koninkrijk Bara                                      | Malagassisch: Bara                                          |
| Barotseland                  | Koninkrijk Barotseland                               | Lozi: Bulozi                                                |
| Barra                        | Barra                                                | Mandinka: Niumi                                             |
| Benin                        | Koninkrijk Benin                                     | Edo: Edo                                                    |
| Bhutan                       | Bhutan                                               | Dzongkha: Druk Yul / འབྲུག་ཡུལ་                                |
| Bidache                      | Vorstendom Bidache                                   | Frans: Bidache                                              |
| Biram                        | Biram                                                | Biram                                                       |
| Birma                        | Koninkrijk Birma (Taungoo-dynastie)                  | Birmaans:                                                   |
| Biu                          | Koninkrijk Biu                                       | Bura-Pabir: Biu                                             |
| Boechara                     | Kanaat Boechara (ook wel: Bukhara / Buchara)         | Oezbeeks: Buxoro Tadzjieks: Buxoro / Бухоро                 |
| Boeganda                     | Koninkrijk Boeganda                                  | Luganda: Buganda                                            |
| Boina                        | Koninkrijk Boina                                     | Malagassisch: Boina                                         |
| Bondu                        | Bondu                                                | Fula: Bundu Mandinka:                                       |
| Bone                         | Bone (ook wel: Boni)                                 | Boeginees:                                                  |
| Bono                         | Koninkrijk Bono                                      | Abron: Bonoman                                              |
| Bornu                        | Koninkrijk Bornu                                     | Kanuri: Bornu                                               |
| Brakna                       | Emiraat Brakna                                       | Arabisch: Brakna / ولاية البراكنة                           |
| Brunei                       | Staat Brunei                                         | Maleis: Brunei Darussalam / دارالسلام                       |
| Bulungan                     | Bulungan                                             | Maleis: Bulungan / بولوڠن                                   |
| Bunyoro-Kitara               | Koninkrijk Bunyoro-Kitara                            | Nyoro: Bunyoro-Kitara                                       |
| Burundi                      | Koninkrijk Burundi                                   | Kirundi: Burundi                                            |
| Busoga                       | Koninkrijk Busoga                                    | Lusoga: Busoga                                              |
| Buton                        | Sultanaat Buton (ook wel: Butung)                    | Cia-Cia: Moronene: Wolio:                                   |

### C
| Korte landsnaam (Nederlands) | Lange landsnaam (Nederlands)                               | Korte landsnaam (oorspronkelijke taal/talen)          |
| ---------------------------- | ---------------------------------------------------------- | ----------------------------------------------------- |
| Calicut                      | Koninkrijk Calicut (Kozhikode)                             | Malayalam: കോഴിക്കോട്                                      |
| Carpegna                     | Graafschap Carpegna                                        | Italiaans: Carpegna                                   |
| Cayor                        | Koninkrijk Cayor                                           | Wolof: Kayor                                          |
| Chamba                       | Chamba                                                     | Chambeali:                                            |
| Champasak                    | Koninkrijk Champasak                                       | Laotiaans: ຈໍາປາສັກ                                     |
| Chaubisi Rajya               | Chaubisi Rajya (ook wel: Chaubise Rajya / Chaubisye Rajya) | Nepalees:                                             |
| China                        | Keizerrijk van de Grote Qing                               | Mandarijn: Zhongguo / 中國 Mantsjoe: Dulimbai Gurun / |
| Chitral                      | Chitral                                                    | Khowar: Chitral                                       |
| Chorasmië                    | Kanaat Chorasmië (ook wel: Kanaat Xiva / Khiva)            | Oezbeeks: Xorazm / خورەزم Perzisch: Xwârazm / خوارزم  |
| Cochin                       | Koninkrijk Cochin (ook wel: Kochi)                         | Malayalam: കൊച്ചി                                        |
| Cospaia                      | Republiek Cospaia                                          | Italiaans: Cospaia                                    |

### D
| Korte landsnaam (Nederlands) | Lange landsnaam (Nederlands)                                                             | Korte landsnaam (oorspronkelijke taal/talen) |
| ---------------------------- | ---------------------------------------------------------------------------------------- | -------------------------------------------- |
| Dahomey                      | Koninkrijk Dahomey                                                                       | Fon: Danhome                                 |
| Daniski                      | Daniski                                                                                  | Bole: Daniski                                |
| Darfur                       | Sultanaat Darfur                                                                         | Fur: Darfur                                  |
| Darvaz                       | Darvaz (ook wel: Darwaz / Darvoz / Darwoz)                                               | Perzisch: Darvāz / درواز                     |
| Dassa                        | Koninkrijk Dassa                                                                         | Yoruba: Dassa                                |
| Daura                        | Emiraat Daura                                                                            | Hausa: Daura                                 |
| Dauro                        | Koninkrijk Dauro                                                                         | Kaffa: Dauro                                 |
| Denemarken-Noorwegen         | Koninkrijk Denemarken en Noorwegen                                                       | Deens en Noors: Danmark–Norge                |
| Dhala                        | Emiraat Dhala                                                                            | Dali                                         |
| Dendi                        | Koninkrijk Dendi                                                                         | Songhai: Dendi                               |
| Denanke                      | Koninkrijk Denanke (ook wel: Koninkrijk Denianke / Koninkrijk Denyanke / Grote Fulorijk) | Fula:                                        |
| Dosso                        | Koninkrijk Dosso                                                                         | Zarma: Doso                                  |
| Dutse                        | Koninkrijk Dutse                                                                         |                                              |
| Dzjoengar                    | Kanaat Dzjoengar                                                                         | Oirat:                                       |

### E
| Korte landsnaam (Nederlands) | Lange landsnaam (Nederlands)                        | Korte landsnaam (oorspronkelijke taal/talen) |
| ---------------------------- | --------------------------------------------------- | -------------------------------------------- |
| Ethiopië                     | Keizerrijk Ethiopië (ook wel: Keizerrijk Abessinië) | Amhaars: ኢትዮጵያ / ʾĪtyōppyā                   |

### F
| Korte landsnaam (Nederlands) | Lange landsnaam (Nederlands)                       | Korte landsnaam (oorspronkelijke taal/talen) |
| ---------------------------- | -------------------------------------------------- | -------------------------------------------- |
| Farghana                     | Kanaat Farghana                                    | Oezbeeks:                                    |
| Fezzan                       | Sultanaat Fezzan                                   |                                              |
| Fosdinovo                    | Markizaat Fosdinovo                                | Italiaans: Fosdinovo                         |
| Fouta Djallon                | Koninkrijk Fouta Djallon (ook wel: Almamaat Timbo) | Fula: Fuuta Jallon                           |
| Frankrijk                    | Koninkrijk Frankrijk                               | Frans: France                                |

### G
| Korte landsnaam (Nederlands) | Lange landsnaam (Nederlands)                | Korte landsnaam (oorspronkelijke taal/talen) |
| ---------------------------- | ------------------------------------------- | -------------------------------------------- |
| Garhwal                      | Garhwal                                     | Garhwali: गढ़वाल रियासत                          |
| Garo                         | Koninkrijk Garo (ook wel: Koninkrijk Bosha) | Sidama: Garo                                 |
| Geledi                       | Sultanaat Geledi                            | Arabisch: غوبرون Somalisch: Geledi           |
| Genua                        | Meest Serene Republiek Genua                | Italiaans: Genova Ligurisch: Zêna            |
| Gimirra                      | Koninkrijk Gimirra                          | Yemsa: Gimirra                               |
| Gliji                        | Gliji (ook wel: Genyigba)                   | Gen:                                         |
| Gobir                        | Gobir                                       | Hausa: Gobir                                 |
| Gorkha                       | Koninkrijk Gorkha                           | Nepalees: Gorkhā / गोरखा                       |
| Grand-Bassam                 | Koninkrijk Grand-Bassam                     | Moossou                                      |
| Groot-Brittannië             | Koninkrijk Groot-Brittannië                 | Engels: Great Britain                        |
| Grote Horde                  | Grote Horde                                 | Kazachs: Ulı jüz / Ұлы жүз                   |

### H
| Korte landsnaam (Nederlands) | Lange landsnaam (Nederlands)                            | Korte landsnaam (oorspronkelijke taal/talen)                    |
| ---------------------------- | ------------------------------------------------------- | --------------------------------------------------------------- |
| Hadimu                       | Hadimu                                                  | Swahili:                                                        |
| Haihaiyavansi                | Koninkrijk Haihaiyavansi                                |                                                                 |
| Hamahame                     | Sultanaat Hamahame                                      | Comorees: Hamahame                                              |
| Hamamvu                      | Sultanaat Hamamvu                                       | Comorees: Hamamvu                                               |
| Hambu                        | Sultanaat Hambu                                         | Comorees: Hambu                                                 |
| Harar                        | Emiraat Harar                                           | Ge'ez: Harar / ሐረር                                              |
| Hawaï                        | Hawaï                                                   | Hawaïaans: Hawai'i                                              |
| Hawwara                      | Hawwara (ook wel: Huwwara / Howwara / Hewwara / Houara) | Arabisch: الهوارة Berbers: Ihuwwaren                            |
| Heilige Roomse Rijk          | Heilige Roomse Rijk der Duitse Natie                    | Duits: Heiliges Römisches Reich Latijn: Sacrum Romanum Imperium |
| Huambo                       | Koninkrijk Huambo (ook wel: Wambu)                      | Umbundu: Wambu                                                  |
| Hunza                        | Hunza (ook wel: Kanjut)                                 | Urdu: Hunza / ہنزہ                                              |

### I
| Korte landsnaam (Nederlands) | Lange landsnaam (Nederlands)                                             | Korte landsnaam (oorspronkelijke taal/talen) |
| ---------------------------- | ------------------------------------------------------------------------ | -------------------------------------------- |
| Idoani                       | Confederatie Idoani                                                      | Yoruba: Idoani                               |
| Igala                        | Koninkrijk Igala (ook wel: Koninkrijk Idah)                              | Igala: Igala                                 |
| Igbirra                      | Igbirra (ook wel: Ebira)                                                 | Igbirra: Igbirra                             |
| Ijebu                        | Koninkrijk Ijebu (ook wel: Koninkrijk Jebu)                              | Yoruba: Ijebu                                |
| Ilé-Ifè                      | Koninkrijk Ilé-Ifè                                                       | Yoruba: Ilé—Ifẹ̀                              |
| Imerina                      | Koninkrijk Imerina (ook wel: Koninkrijk Merina / Koninkrijk Ambohimanga) | Plateaumalagasi: Imerina                     |
| Isedo                        | Koninkrijk Isedo                                                         | Yoruba: Ìsẹ̀dó                                |
| Itsandra                     | Sultanaat Itsandra                                                       | Comorees: Itsandra                           |
| Iwo                          | Koninkrijk Iwo                                                           | Yoruba: Iwo                                  |

### J
| Korte landsnaam (Nederlands) | Lange landsnaam (Nederlands)                    | Korte landsnaam (oorspronkelijke taal/talen) |
| ---------------------------- | ----------------------------------------------- | -------------------------------------------- |
| Jaintia                      | Koninkrijk Jaintia                              | Pnar:                                        |
| Jambi                        | Jambi                                           | Jambimaleis: Jambi                           |
| Janjira                      | Janjira                                         |                                              |
| Japan                        | Tokugawa-shogunaat                              | Japans: Nippon / 日本                        |
| Johor                        | Sultanaat Johor (ook wel: Sultanaat Johor-Riau) | Johormaleis: Johor                           |
| Jolof                        | Koninkrijk Jolof                                | Wolof: Jolof                                 |
| Joseon                       | Koninkrijk Groot Joseon                         | Koreaans: Chosŏn / 대조선국                  |

### K
| Korte landsnaam (Nederlands) | Lange landsnaam (Nederlands)                                     | Korte landsnaam (oorspronkelijke taal/talen)                 |
| ---------------------------- | ---------------------------------------------------------------- | ------------------------------------------------------------ |
| Kaabu                        | Koninkrijk Kaabu (ook wel: Gabu / Ngabou / N’Gabu)               | Madninka: Kaabu                                              |
| Kabasarana                   | Kabasarana                                                       |                                                              |
| Kachari                      | Koninkrijk Kachari (ook wel: Koninkrijk Dimasa)                  | Assamees: কছাৰী ৰাজ্য                                            |
| Kaffa                        | Koninkrijk Kaffa                                                 | Kaffa: Kaffa                                                 |
| Kalabari                     | Koninkrijk Kalabari                                              | Kalabari: Kalabari                                           |
| Kandy                        | Koninkrijk Kandy                                                 | Singalees: සිංහලේ රාජධානිය Tamil:                                  |
| Kano                         | Kano                                                             | Hausa: Kano                                                  |
| Kantipur                     | Koninkrijk Kantipur                                              | Nepalees: कान्तिपुर                                              |
| Karagwe                      | Koninkrijk Karagwe                                               | Nyambo: Karagwe                                              |
| Kasanje                      | Koninkrijk Kasanje (ook wel: Koninkrijk Jaga)                    | Kasanzi                                                      |
| Katsina                      | Katsina                                                          | Hausa: Katsina                                               |
| Kazembe                      | Koninkrijk Kazembe                                               | Bemba: Kazembe                                               |
| Kebbi                        | Emiraat Kebbi (ook wel: Emiraat Argungu)                         | Hausa: Kebbi                                                 |
| Keladi Nayaka                | Koninkrijk Keladi Nayaka                                         | Kannada:                                                     |
| Kénédougou                   | Koninkrijk Kénédougou                                            | Maninka: Kenedugu                                            |
| Kerkelijke Staat             | Kerkelijke Staat (ook wel: Staat van de Kerk / Pauselijke Staat) | Italiaans: Stato Pontificio Latijn: Status Pontificius       |
| Ketu                         | Ketu (ook wel: Ketou)                                            | Yoruba: Ketu                                                 |
| Khasso                       | Koninkrijk Khasso                                                | Fula: Xaaso                                                  |
| Kilwa                        | Sultanaat Kilwa                                                  | Swahili: Kilwa                                               |
| Kirtipur                     | Kirtipur                                                         | Nepalees: कीर्तिपुर                                              |
| Kleine Horde                 | Kleine Horde                                                     | Kazachs: Kişi jüz / Кіші жүз                                 |
| Kodagu                       | Koninkrijk Kodagu (ook wel: Coorg)                               | Kannada: Koḍagu / ಕೊಡಗು                                        |
| Kombo                        | Koninkrijk Kombo                                                 |                                                              |
| Kong                         | Koninkrijk Kong (ook wel: Wattara / Ouattara)                    | Dioula: Kong                                                 |
| Kongo                        | Koninkrijk Kongo                                                 | Kikongo: Kongo                                               |
| Konta                        | Koninkrijk Konta                                                 | Kaffa: Konta                                                 |
| Kooki                        | Koninkrijk Kooki                                                 | Kooki                                                        |
| Koya Temne                   | Koninkrijk Koya Temne                                            | Temne: Koya-Temne                                            |
| Kuba                         | Koninkrijk Kuba (ook wel: Koninkrijk Bushongo)                   |                                                              |
| Kunduz                       | Kanaat Kunduz                                                    | Dari: قندوز Oezbeeks: Kunduz Pasjtoe: کندز Tadzjieks: Қундуз |
| Kutai Kartanegara            | Kutai Kartanegara                                                | Kutai:                                                       |
| Kutch                        | Kutch                                                            | Kutchi:                                                      |
| Kwararafa                    | Kwararafa                                                        | Jukun Takum:                                                 |

### L
| Korte landsnaam (Nederlands) | Lange landsnaam (Nederlands)                       | Korte landsnaam (oorspronkelijke taal/talen) |
| ---------------------------- | -------------------------------------------------- | -------------------------------------------- |
| La Dombe                     | Sultanaat La Dombe                                 | Comorees:                                    |
| Ladakh                       | Ladakh                                             | Ladakhi:                                     |
| Laghouat                     | Laghouat                                           | Arabisch: الأغواط Berbers:                   |
| Lanao                        | Confederatie van Sultanaten in Lanao               | Maranao:                                     |
| Loango                       | Koninkrijk Loango                                  | Kikongo: Lwããgu                              |
| Luang Prabang                | Land van een miljoen olifanten en de witte parasol | Laotiaans: Luang Prabang / ຫຼວງພຣະບາງ         |
| Luba                         | Koninkrijk Luba                                    | Tshiluba: Luba                               |
| Lucca                        | Republiek Lucca                                    | Italiaans: Lucca                             |
| Lunda                        | Koninkrijk Lunda                                   | Tshilunda: Lunda                             |
| Luwu                         | Koninkrijk Luwu (ook wel: Luwuq / Wareq)           | Boeginees: Luwu / ᨒᨘᨓᨘ                         |

### M
| Korte landsnaam (Nederlands) | Lange landsnaam (Nederlands)                                         | Korte landsnaam (oorspronkelijke taal/talen)        |
| ---------------------------- | -------------------------------------------------------------------- | --------------------------------------------------- |
| Madurai                      | Koninkrijk Madurai (Nayak-dynastie)                                  | Tamil: Telugu:                                      |
| Maguindanao                  | Sultanaat Maguindanao                                                | Arabisch:                                           |
| Majeerteen                   | Sultanaat Majeerteen (ook wel: Sultanaat Harti / Majerteen)          | Arabisch: ماجرتين Somalisch: Majeerteen             |
| Makawanpur                   | Makawanpur                                                           | Nepalees:                                           |
| Mandara                      | Sultanaat Mandara (ook wel: Sultanaat Wandala)                       | Mandara                                             |
| Manipur                      | Koninkrijk Manipur                                                   |                                                     |
| Mankessim                    | Koninkrijk Mankessim                                                 | Fante: Mankessim                                    |
| Maore                        | Sultanaat Maore (ook wel: Sultanaat Mawuti)                          | Comorees:                                           |
| Maratharijk                  | Maratharijk                                                          | Marathi: Marāṭhā Sāmrājya / मराठासाम्राज्यम्               |
| Maravi                       | Koninkrijk Maravi                                                    | Nyanja:                                             |
| Marokko                      | Koninkrijk Marokko                                                   | Arabisch: al-Maġrib / المغرب                        |
| Massa en Carrara             | Hertogdom Massa en Vorstendom Carrara                                | Italiaans: Massa e Carrara                          |
| Masserano                    | Vorstendom Masserano                                                 | Italiaans: Masserano                                |
| Massina                      | Massina                                                              | Fula:                                               |
| Matamba                      | Koninkrijk Matamba                                                   |                                                     |
| Mataram                      | Sultanaat Mataram                                                    | Javaans: Mataram                                    |
| Mbaku                        | Sultanaat Mbaku                                                      | Comorees: Mbaku                                     |
| Mbude                        | Sultanaat Mbude                                                      | Comorees: Mbude                                     |
| Mbunda                       | Koninkrijk Mbunda                                                    | Mbunda: Mbunda                                      |
| Mbwila                       | Mbwila                                                               |                                                     |
| Meliau                       | Sultanaat Meliau                                                     | Meliau                                              |
| Menabe                       | Koninkrijk Menabe                                                    | Sakalava-Malagasi:                                  |
| Middelste Horde              | Middelste Horde                                                      | Kazachs: Orta jüz / Орта жүз                        |
| Mitsamihuli                  | Sultanaat Mitsamihuli                                                | Comorees: Mitsamihuli                               |
| Modena en Reggio             | Hertogdommen Modena en Reggio                                        | Italiaans: Modena e Reggio Latijn: Mutina et Regius |
| Mogolrijk                    | Mogolrijk                                                            | Perzisch: Shāhān-e Moġul / حکومت مغلیاں             |
| Montenegro                   | Prinsbisdom Montenegro                                               | Servisch: Crna Gora / Црна Гора                     |
| Mpororo                      | Koninkrijk Mpororo                                                   | Mpororo                                             |
| Mrauk U                      | Koninkrijk Mrauk U (ook wel: Koninkrijk Arakan / Koninkrijk Rakhine) | Arakanees:                                          |
| Mutapa                       | Koninkrijk Mutapa                                                    | Shona: Mutapa                                       |
| Mysore                       | Koninkrijk Mysore                                                    | Kannada: ಮೈಸೂರು ಸಂಸ್ಥಾನ                                   |

### N
| Korte landsnaam (Nederlands) | Lange landsnaam (Nederlands)              | Korte landsnaam (oorspronkelijke taal/talen)                   |
| ---------------------------- | ----------------------------------------- | -------------------------------------------------------------- |
| Nawanagar                    | Nawanagar                                 |                                                                |
| Ndzuwani                     | Sultanaat Ndzuwani                        | Comorees: Ndzuwani                                             |
| Nederland                    | Republiek der Zeven Verenigde Nederlanden | Nederlands: Verenigde Provinciën / Zeven Verenigde Nederlanden |
| Nembe                        | Koninkrijk Nembe                          | Izon: Nembe                                                    |
| Ngoyo                        | Koninkrijk Ngoyo                          | N'Goyo                                                         |
| Nri                          | Koninkrijk Nri                            | Igbo: Ǹrì                                                      |
| Nungu                        | Koninkrijk Nungu                          | Gurma: Nungu                                                   |
| Nupe                         | Koninkrijk Nupe                           | Nupe: Nupe                                                     |

### O
| Korte landsnaam (Nederlands)             | Lange landsnaam (Nederlands)                   | Korte landsnaam (oorspronkelijke taal/talen) |
| ---------------------------------------- | ---------------------------------------------- | -------------------------------------------- |
| Odanad                                   | Odanad                                         | Malayalam: ōṭānāṭŭ / ഓടനാട്                    |
| Oke-Ila Orangun                          | Oke-Ila en Ila-Orangun (ook wel Ile-Yara)      | Yoruba: Òkè-Ìlá Òràngún                      |
| Okrika                                   | Koninkrijk Okrika                              | Kalabari: Okrika                             |
| Oman                                     | Imamaat Oman                                   | Arabisch: ʿUmān / عُمان                       |
| Ondo                                     | Koninkrijk Ondo                                | Yporuba: Ondo                                |
| Onitsha                                  | Koninkrijk Onitsha                             | Igbo: Ọnịcha                                 |
| Orungu                                   | Koninkrijk Orungu                              | Myene: Orungu                                |
| Osogbo                                   | Koninkrijk Osogbo                              | Yoruba: Oṣogbo                               |
| Ottomaanse Rijk (ook wel: Osmaanse Rijk) | Sublieme Ottomaanse Staat                      | Osmaans: Osmanlı Devleti / عثمانلى دولتى     |
| Ouaddaï                                  | Koninkrijk Ouaddaï (ook wel: Koninkrijk Wadai) | Maba:                                        |
| Owo                                      | Koninkrijk Owo                                 | Yoruba: Owo                                  |
| Oyo                                      | Koninkrijk Oyo                                 | Yoruba: Oyo                                  |

### P
| Korte landsnaam (Nederlands) | Lange landsnaam (Nederlands)                              | Korte landsnaam (oorspronkelijke taal/talen) |
| ---------------------------- | --------------------------------------------------------- | -------------------------------------------- |
| Paaseiland                   | Paaseiland                                                | Rapa Nui: Rapa Nui                           |
| Pagaruyung                   | Koninkrijk Pagaruyung (ook wel: Minangkabau / Malayapura) | Maleis:Pagar Ruyung Minangkabaus: Sanskriet: |
| Palembang                    | Sultanaat Palembang                                       | Musi:                                        |
| Papekat                      | Sultanaat Papekat                                         |                                              |
| Parma                        | Hertogdom Parma en Piacenza                               | Italiaans: Parma                             |
| Pasir                        | Sultanaat Pasir                                           |                                              |
| Pate                         | Sultanaat Pate                                            | Swahili:                                     |
| Perak                        | Sultanaat Perak                                           | Maleis: Perak / ڨيراق                        |
| Perzië (vanaf 1729)          | Perzische Rijk (Rijk van de Safawiden)                    | Perzisch: Irân / ایران                       |
| Polen-Litouwen               | Pools-Litouwse Gemenebest                                 | Litouws: Oekraïens: Pools:                   |
| Porto-Novo                   | Koninkrijk Porto-Novo                                     | Hogbonu                                      |
| Portugal                     | Koninkrijk Portugal en de Algarve                         | Portugees: Portugal                          |

### Q
| Korte landsnaam (Nederlands) | Lange landsnaam (Nederlands)                 | Korte landsnaam (oorspronkelijke taal/talen) |
| ---------------------------- | -------------------------------------------- | -------------------------------------------- |
| Quilon (tot 1729)            | Koninkrijk Quilon (ook wel: Venad Swaroopam) | Malayalam: Tamil:                            |

### R
| Korte landsnaam (Nederlands) | Lange landsnaam (Nederlands)                                     | Korte landsnaam (oorspronkelijke taal/talen)            |
| ---------------------------- | ---------------------------------------------------------------- | ------------------------------------------------------- |
| Ragusa                       | Republiek Ragusa                                                 | Italiaans: Ragusa Kroatisch: Dubrovnik Latijn: Ragusium |
| Ramnad                       | Koninkrijk Ramnad (ook wel: Koninkrijk Groot-Marava)             | Tamil: ராம்நாட் ஜமீன்                                         |
| Ras al-Khaimah               | Emiraat Ras al-Khaimah (ook wel: Ras al-Chaima)                  | Arabisch: Ras al-Khaimah / رأس الخيمة                   |
| Rozwi                        | Rozwi (ook wel: Lozwi / Changamire / Botwa / Ukalanga / Karanga) | Kalanga:                                                |
| Rusland                      | Keizerrijk Rusland (ook wel: Russische Rijk)                     | Russisch: Rossijskaja Imperija / Российская Империя     |
| Rwanda                       | Koninkrijk Rwanda                                                | Kinyarwanda: Rwanda                                     |

### S
| Korte landsnaam (Nederlands) | Lange landsnaam (Nederlands)                                          | Korte landsnaam (oorspronkelijke taal/talen) |
| ---------------------------- | --------------------------------------------------------------------- | -------------------------------------------- |
| Saloum                       | Koninkrijk Saloum                                                     | Serer: Saluum                                |
| Sambas                       | Sultanaat Sambas                                                      | Maleis: Sambas                               |
| San Marino                   | Republiek San Marino                                                  | Italiaans: San Marino                        |
| Sardinië                     | Koninkrijk Sardinië (ook wel: Piëmont-Sardinië)                       | Italiaans: Sardegna                          |
| Scavolino                    | Vorstendom Gattara-Scavolino                                          | Italiaans: Scavolino                         |
| Seborga (tot 20 januari)     | Vorstendom Seborga                                                    | Italiaans: Seborga                           |
| Selimbau                     | Selimbau                                                              | Maleis: Selimbau                             |
| Senarica                     | Republiek Senarica                                                    | Italiaans: Senarica                          |
| Sennar                       | Funj-sultanaat Sennar (ook wel: Sultanaat Sinnar of Blauwe Sultanaat) | Arabisch: السلطنة الزرقاء                    |
| Sharjah                      | Emiraat Sharjah                                                       | Arabisch: Aš Šāriqah / الشارقة               |
| Sheka                        | Sheka                                                                 | Sheka                                        |
| Shewa                        | Shewa (ook wel: Shoa / Shua / Showa / Shuwa)                          | Afaan Oromo: Shawaa Amhaars: ሸዋ              |
| Shilluk                      | Koninkrijk Shilluk                                                    | Shilluk: Läg Cøllø                           |
| Siak                         | Sultanaat Siak Sri Indrapura                                          | Maleis: Siak                                 |
| Sikkim                       | Koninkrijk Sikkim                                                     | Sikkimees: སུ་ཁྱིམ་                             |
| Sine                         | Koninkrijk Sine (ook wel: Sin)                                        | Serer: Siin                                  |
| Sintang                      | Sitang                                                                |                                              |
| Sivaganga                    | Koninkrijk Sivaganga (ook wel: Koninkrijk Klein-Marava)               | Tamil:                                       |
| Spanje                       | Koninkrijk Spanje                                                     | Spaans: España                               |
| Suket                        | Koninkrijk Suket                                                      | Hindoestani: Suket / सुकेत                     |
| Sulu                         | Sultanaat Sulu Dar al-Islam                                           | Arabisch:                                    |

### T
| Korte landsnaam (Nederlands) | Lange landsnaam (Nederlands)                 | Korte landsnaam (oorspronkelijke taal/talen) |
| ---------------------------- | -------------------------------------------- | -------------------------------------------- |
| Tadjourah                    | Sultanaat Tadjourah                          | Afar: Tagórri                                |
| Tagant                       | Emiraat Tagant                               | Arabisch: Tagant / ولاية تكانت               |
| Tamatave                     | Koninkrijk Tamatave (ook wel: Betsimisaraka) | Malagassisch: Tamatave                       |
| Tananarive                   | Koninkrijk Tananarive                        | Malagassisch: Tananarive                     |
| Tawaeli                      | Tawaeli                                      | Kaili:                                       |
| Tenkodogo                    | Tenkodogo                                    | More: Tenkodogo                              |
| Terengganu                   | Terengganu                                   |                                              |
| Tonga                        | Tonga                                        | Tongaans: Tuʻi Tonga                         |
| Torriglia                    | Markizaat Torriglia                          | Italiaans: Torriglia                         |
| Toscane                      | Groothertogdom Toscane                       | Italiaans: Toscana                           |
| Touggourt                    | Sultanaat Touggourt                          |                                              |
| Trarza                       | Emiraat Trarza                               | Arabisch: Trarza / ولاية الترارزة            |
| Travancore (vanaf 1729)      | Koninkrijk Travancore                        | Malayalam: Thiruvithaamkoor / തിരുവിതാങ്കൂര്‍)        |
| Tresana                      | Markizaat Tresana                            | Italiaans: Tresana                           |

### U
| Korte landsnaam (Nederlands) | Lange landsnaam (Nederlands)                 | Korte landsnaam (oorspronkelijke taal/talen) |
| ---------------------------- | -------------------------------------------- | -------------------------------------------- |
| Ubani                        | Koninkrijk Ubani (ook wel: Koninkrijk Bonny) | Ibibio: Okolo-Ama                            |
| Unyanyembe                   | Unyanyembe                                   |                                              |

### V
| Korte landsnaam (Nederlands) | Lange landsnaam (Nederlands)     | Korte landsnaam (oorspronkelijke taal/talen) |
| ---------------------------- | -------------------------------- | -------------------------------------------- |
| Venetië                      | Meest Serene Republiek Venetië   | Italiaans: Venezia Venetiaans: Venesia       |
| Vernio                       | Graafschap Vernio                | Italiaans: Vernio                            |
| Vientiane                    | Koninkrijk Vientiane             | Laotiaans: Wieng Chan / ວຽງຈັນ                |
| Vietnam                      | Grote Viet Rijk (ook wel: Annam) | Vietnamees: Đại Việt / 大越                  |

### W
| Korte landsnaam (Nederlands) | Lange landsnaam (Nederlands)             | Korte landsnaam (oorspronkelijke taal/talen)    |
| ---------------------------- | ---------------------------------------- | ----------------------------------------------- |
| Waalo                        | Koninkrijk Waalo (ook wel: Oualo)        | Wolof: Waalo                                    |
| Wajoq                        | Koninkrijk Wajoq (ook wel: Wajo / Wajok) | Boeginees: Wajoq / ᨓᨍᨚ                           |
| Walayta                      | Koninkrijk Walayta (ook wel: Welayta)    | Wolaytta: Walayta                               |
| Wallis                       | Koninkrijk Wallis (ook wel: Uvea)        | Wallisiaans: 'Uvea                              |
| Wanga                        | Koninkrijk Wanga                         | Luhya: Wanga                                    |
| Warri                        | Koninkrijk Warri                         | Itsekiri: Warri                                 |
| Warsangali                   | Sultanaat Warsangali (ook wel: Gerad)    | Arabisch: سلطنة الورسنجلي Somalisch: Warsangeli |
| Washili                      | Sultanaat Washili                        | Comorees:Washili                                |
| Wogodogo                     | Koninkrijk Wogodogo                      | More: Wogodogo                                  |

### X
| Korte landsnaam (Nederlands) | Lange landsnaam (Nederlands)                    | Korte landsnaam (oorspronkelijke taal/talen) |
| ---------------------------- | ----------------------------------------------- | -------------------------------------------- |
| Xhieng Khuang                | Koninkrijk Xhieng Khuang (ook wel: Muang Phuan) |                                              |

### Y
| Korte landsnaam (Nederlands) | Lange landsnaam (Nederlands)                    | Korte landsnaam (oorspronkelijke taal/talen) |
| ---------------------------- | ----------------------------------------------- | -------------------------------------------- |
| Yauri                        | Emiraat Yauri (ook wel: Emiraat Yawuri)         | Hausa: Yawuri                                |
| Yengar                       | Koninkrijk Yengar (ook wel: Koninkrijk Janjero) | Sidamo: Yengar                               |

### Z
| Korte landsnaam (Nederlands) | Lange landsnaam (Nederlands) | Korte landsnaam (oorspronkelijke taal/talen)                                              |
| ---------------------------- | ---------------------------- | ----------------------------------------------------------------------------------------- |
| Zamfara                      | Koninkrijk Zamfara           | Hausa: Zamfara                                                                            |
| Zazzau                       | Koninkrijk Zazzau            | Hausa: Zazzau                                                                             |
| Zweden                       | Koninkrijk Zweden            | Zweeds: Sverige                                                                           |
| Zwitserse Eedgenootschap     | Zwitserse Eedgenootschap     | Duits: Eidgenossenschaft Frans: République des Suisses Italiaans: Confederazione Elvetica |

## Andere landen

### Staten binnen het Heilige Roomse Rijk
Hieronder volgt een lijst van rijksvrije gebieden (steden, vorstendommen, graafschappen, bisdommen, abdijen, etc.) van het Heilige Roomse Rijk. De rijksridderschappen zijn niet in onderstaande lijst opgenomen.
| Korte landsnaam (Nederlands)        | Lange naam                                                                            | Korte landsnaam (oorspronkelijke taal/talen)                                                                                     |
| ----------------------------------- | ------------------------------------------------------------------------------------- | --- |
| Aalen                               | Rijksstad Aalen                                                                       | Duits: Aalen |
| Aken                                | Rijksstad Aken                                                                        | Duits: Aachen |
| Arnstein                            | Abdij Arnstein                                                                        | Duits: Arnstein |
| Anhalt-Bernburg                     | Vorstendom Anhalt-Bernburg                                                            | Duits: Anhalt-Bernburg |
| Anhalt-Dessau                       | Vorstendom Anhalt-Dessau                                                              | Duits: Anhalt-Dessau |
| Anhalt-Dornburg                     | Vorstendom Anhalt-Dornburg                                                            | Duits: Anhalt-Dornburg |
| Anhalt-Köthen                       | Vorstendom Anhalt-Köthen                                                              | Duits: Anhalt-Köthen |
| Anhalt-Zerbst                       | Vorstendom Anhalt-Zerbst                                                              | Duits: Anhalt-Zerbst |
| Ansbach                             | Vorstendom Ansbach / Markgraafdom Brandenburg-Ansbach                                 | Duits: Ansbach |
| Arenberg                            | Hertogdom Arenberg                                                                    | Duits: Arenberg |
| Asch                                | Heerlijkheid Asch                                                                     | Duits: Asch Tsjechisch: Aš |
| Augsburg                            | Prinsbisdom Augsburg                                                                  | Duits: Augsburg |
| Augsburg                            | Rijksstad Augsburg                                                                    | Duits: Augsburg |
| Baden-Baden                         | Markgraafschap Baden-Baden                                                            | Duits: Baden-Baden |
| Baden-Durlach                       | Markgraafschap Baden-Durlach                                                          | Duits: Baden-Durlach |
| Baindt                              | Abdij Baindt                                                                          | Duits: Baindt |
| Bamberg                             | Prinsbisdom Bamberg                                                                   | Duits: Bamberg |
| Bayreuth                            | Vorstendom Bayreuth / Markgraafschap Brandenburg-Bayreuth                             | Duits: Bayreuth |
| Bazel                               | Prinsbisdom Bazel                                                                     | Duits: Basel |
| Beieren                             | Keurvorstendom Beieren                                                                | Duits: Bayern |
| Berchtesgaden                       | Proosdij Berchtesgaden                                                                | Duits: Berchtesgaden |
| Biberach                            | Rijkstad Biberach                                                                     | Duits: Biberach |
| Bopfingen                           | Rijksstad Bopfingen                                                                   | Duits: Bopfingen |
| Boxmeer                             | Heerlijkheid Boxmeer                                                                  | Nederlands: Boxmeer |
| Brunswijk-Blankenburg               | Vorstendom Brunswijk-Blankenburg                                                      | Duits: Braunschweig-Blankenburg                                                                                                  |
| Brunswijk-Wolfenbüttel              | Vorstendom Brunswijk-Wolfenbüttel                                                     | Duits: Braunschweig-Wolfenbüttel                                                                                                 |
| Brunswijk-Wolfenbüttel-Bevern       | Vorstendom Brunswijk-Wolfenbüttel-Bevern                                              | Duits: Braunschweig-Wolfenbüttel-Bevern                                                                                          |
| Bremen                              | Rijksstad Bremen                                                                      | Duits: Bremen |
| Brixen                              | Prinsbisdom Brixen                                                                    | Duits: Brixen |
| Buchau                              | Abdij Buchau                                                                          | Duits: Buchau |
| Buchau                              | Rijksstad Buchau                                                                      | Duits: Buchau |
| Buchhorn                            | Rijksstad Buchhorn                                                                    | Duits: Buchhorn |
| Burtscheid                          | Abdij Burtscheid                                                                      | Duits: Burtscheid |
| Burgholzhausen                      | Rijksdorp Burgholzhausen                                                              | Duits: Burgholzhausen |
| Buxheim                             | Heerlijkheid Buxheim                                                                  | Duits: Buxheim |
| Cappenberg                          | Proosdij Cappenberg                                                                   | Duits: Cappenberg |
| Castell-Castell                     | Graafschap Castell-Castell                                                            | Duits: Castell-Castell |
| Castell-Remlingen                   | Graafschap Castell-Remlingen                                                          | Duits: Castell-Remlingen |
| Castell-Rüdenhausen                 | Graafschap Castell-Rüdenhausen                                                        | Duits: Castell-Rüdenhausen |
| Corvey                              | Abdij Corvey                                                                          | Duits: Corvey |
| Dinkelsbühl                         | Rijksstad Dinkelsbühl                                                                 | Duits: Dinkelsbühl |
| Dortmund                            | Rijksstad Dortmund                                                                    | Duits: Dortmund |
| Duitse Orde                         | Orde van de Broeders van het Hospitaal van de Heilige Maria der Duitsers in Jeruzalem | Duits: Deutsche Orden |
| Eichstätt                           | Prinsbisdom Eichstätt                                                                 | Duits: Eichstätt |
| Elchingen                           | Abdij Elchingen                                                                       | Duits: Elchingen |
| Ellwangen                           | Proosdij Ellwangen                                                                    | Duits: Ellwangen |
| Elten                               | Abdij Elten                                                                           | Duits: Elten |
| Erbach-Erbach                       | Graafschap Erbach-Erbach                                                              | Duits: Erbach-Erbach |
| Erbach-Fürstenau                    | Graafschap Erbach-Fürstenau                                                           | Duits: Erbach-Fürstenau |
| Erbach-Schönberg                    | Graafschap Erbach-Schönberg                                                           | Duits: Erbach-Schönberg |
| Essen                               | Abdij Essen                                                                           | Duits: Essen |
| Esslingen                           | Rijksstad Esslingen                                                                   | Duits: Esslingen |
| Frankfurt                           | Rijksstad Frankfurt                                                                   | Duits: Frankfurt |
| Frauenchiemsee                      | Abdij Frauenchiemsee                                                                  | Duits: Frauenchiemsee |
| Freising                            | Prinsbisdom Freising                                                                  | Duits: Freising |
| Friedberg                           | Burggraafschap Friedberg                                                              | Duits: Friedberg |
| Friedberg                           | Rijksstad Friedberg                                                                   | Duits: Friedberg |
| Fugger-Kirchheim                    | Graafschap Fugger-Kirchheim                                                           | Duits: Fugger-Kirchheim |
| Fugger-Nordendorf                   | Graafschap Fugger-Nordendorf                                                          | Duits: Fugger-Nordendorf |
| Fugger-Wasserburg                   | Heerlijkheid Fugger-Wasserburg                                                        | Duits: Fugger-Wasserburg |
| Fulda                               | Abdij Fulda                                                                           | Duits: Fulda |
| Fürstenberg-Fürstenberg             | Vorstendom Fürstenberg-Fürstenberg                                                    | Duits: Fürstenberg-Fürstenberg                                                                                                   |
| Fürstenberg-Messkirch               | Vorstendom Fürstenberg-Messkirch (ook wel: Fürstenberg-Mötzkirch)                     | Duits: Fürstenberg-Messkirch |
| Gandersheim                         | Abdij Gandersheim                                                                     | Duits: Gandersheim |
| Gemen                               | Heerlijkheid Gemen                                                                    | Duits: Gemen |
| Gengenbach                          | Abdij Gengenbach                                                                      | Duits: Gengenbach |
| Gengenbach                          | Rijksstad Gengenbach                                                                  | Duits: Gengenbach |
| Giengen                             | Rijksstad Giengen                                                                     | Duits: Giengen |
| Gimborn en Neustadt                 | Heerlijkheid Gimborn en Neustadt                                                      | Duits: Gimborn und Neustadt |
| Glauchau                            | Heerlijkheid Glauchau                                                                 | Duits: Glauchau |
| Gmünd                               | Rijksstad Gmünd                                                                       | Duits: Gmünd |
| Gochsheim                           | Rijksdorp Gochsheim                                                                   | Duits: Gochsheim |
| Goslar                              | Rijksstad Goslar                                                                      | Duits: Goslar |
| Göss                                | Abdij Göss                                                                            | Duits: Göss |
| Grondveld                           | Graafschap Gronsveld                                                                  | Duits en Nederlands: Gronsveld                                                                                                   |
| Gutenzell                           | Abdij Gutenzell                                                                       | Duits: Gutenzell |
| Habsburgse Rijk                     | Habsburgse Rijk (ook wel: Habsburgse monarchie / Oostenrijkse monarchie)              | Duits: Habsburgermonarchie Hongaars: Habsburg Birodalom Kroatisch: Habsburška Monarhija Latijn: Tsjechisch: Habsburská monarchie |
| Hallermund                          | Graafschap Hallermund                                                                 | Duits: Hallermund |
| Hamburg                             | Rijksstad Hamburg                                                                     | Duits: Hamburg |
| Hanau-Lichtenberg                   | Graafschap Hanau-Lichtenberg                                                          | Duits: Hanau-Lichtenberg |
| Harmersbach                         | Rijksdal Harmersbach                                                                  | Duits: Harmersbach |
| Hartenstein                         | Heerlijkheid Hartenstein                                                              | Duits: Hartenstein |
| Hatzfeld-Gleichen                   | Graafschap Hatzfeld-Gleichen                                                          | Duits: Hatzfeld-Gleichen |
| Hatzfeld-Werther-Schönstein         | Graafschap Hatzfeld-Werther-Schönstein                                                | Duits: Hatzfeld-Trachenberg |
| Hatzfeld-Wildenburg                 | Graafschap Hatzfeld-Wildenburg                                                        | Duits: Hatzfeld-Wildenburg |
| Heggbach                            | Abdij Heggbach                                                                        | Duits: Heggbach |
| Heilbronn                           | Rijksstad Heilbronn                                                                   | Duits: Heilbronn |
| Herford                             | Abdij Herford                                                                         | Duits: Herford |
| Hessen-Darmstadt                    | Landgraafschap Hessen-Darmstadt                                                       | Duits: Hessen-Darmstadt |
| Hessen-Homburg                      | Landgraafschap Hessen-Homburg                                                         | Duits: Hessen-Homburg |
| Hessen-Kassel                       | Landgraafschap Hessen-Kassel                                                          | Duits: Hessen-Cassel |
| Hildesheim                          | Prinsbisdom Hildesheim                                                                | Duits: Hildesheim |
| Hildesheim                          | Vrije Stad Hildesheim                                                                 | Duits: Hildesheim |
| Hohenems                            | Graafschap Hohenems                                                                   | Duits: Hohenems |
| Hohengeroldseck                     | Graafschap Hohengeroldseck                                                            | Duits: Hohengeroldseck |
| Hohenlohe-Bartenstein               | Graafschap Hohenlohe-Bartenstein                                                      | Duits: Hohenlohe-Bartenstein |
| Hohenlohe-Ingelfingen               | Graafschap Hohenlohe-Ingelfingen                                                      | Duits: Hohenlohe-Ingelfingen |
| Hohenlohe-Kirchberg                 | Graafschap Hohenlohe-Kirchberg                                                        | Duits: Hohenlohe-Kirchberg |
| Hohenlohe-Langenburg                | Graafschap Hohenlohe-Langenburg                                                       | Duits: Hohenlohe-Langenburg |
| Hohenlohe-Öhringen-Neuenstein       | Graafschap Hohenlohe-Öhringen-Neuenstein                                              | Duits: Hohenlohe-Öhringen-Neuenstein                                                                                             |
| Hohenlohe-Waldenburg-Schillingfürst | Graafschap Hohenlohe-Waldenburg-Schillingfürst                                        | Duits: Hohenlohe-Waldenburg-Schillingfürst                                                                                       |
| Hohenlohe-Weikersheim               | Graafschap Hohenlohe-Weikersheim                                                      | Duits: Hohenlohe-Weikersheim |
| Hohenwaldeck                        | Graafschap Hohenwaldeck                                                               | Duits: Hohenwaldeck |
| Hohenzollern-Hechingen              | Vorstendom Hohenzollern-Hechingen                                                     | Duits: Hohenzollern-Hechingen |
| Hohenzollern-Sigmaringen            | Vorstendom Hohenzollern-Sigmaringen                                                   | Duits: Hohenzollern-Sigmaringen                                                                                                  |
| Holstein-Gottorp                    | Grootvorstendom Holstein-Gottorp                                                      | Deens: Holsten-Gottorp Duits: Holstein-Gottorf                                                                                   |
| Holzappel                           | Graafschap Holzappel                                                                  | Duits: Holzappel |
| Irsee                               | Abdij Irsee                                                                           | Duits: Irsee |
| Isenburg-Birstein                   | Graafschap Isenburg-Birstein                                                          | Duits: Isenburg-Birstein |
| Isenburg-Büdingen                   | Graafschap Isenburg-Büdingen                                                          | Duits: Isenburg-Büdingen |
| Isenburg-Meerholz                   | Graafschap Isenburg-Meerholz                                                          | Duits: Isenburg-Meerholz |
| Isenburg-Philippseich               | Graafschap Isenburg-Philippseich                                                      | Duits: Isenburg-Philippseich |
| Isenburg-Wächtersbach               | Graafschap Isenburg-Wächtersbach                                                      | Duits: Isenburg-Wächtersbach |
| Isny                                | Rijksstad Isny                                                                        | Duits: Isny |
| Kaisheim                            | Abdij Kaisheim                                                                        | Duits: Kaisheim |
| Kaufbeuren                          | Rijksstad Kaufbeuren                                                                  | Duits: Kaufbeuren |
| Kempten                             | Abdij Kempten                                                                         | Duits: Kempten |
| Kempten                             | Rijksstad Kempten                                                                     | Duits: Kempten |
| Kerpen en Lommersum                 | Graafschap Kerpen en Lommersum                                                        | Duits: Kerpen und Lommersum |
| Kessenich                           | Rijksonmiddellijke Heerlijkheid Kessenich en Hunsel                                   | Duits: Kessenich |
| Keulen                              | Rijksstad Keulen                                                                      | Duits: Köln |
| Keulen                              | Keurvorstendom Keulen / Keur-Keulen                                                   | Duits: Kurköln |
| Königsegg-Aulendorf                 | Graafschap Königsegg-Aulendorf                                                        | Duits: Königsegg-Aulendorf |
| Königsegg-Rothenfels                | Graafschap Königsegg-Rothenfels                                                       | Duits: Königsegg-Rothenfels |
| Konstanz                            | Prinsbisdom Konstanz                                                                  | Duits: Konstanz |
| Kornelimünster                      | Abdij Kornelimünster                                                                  | Duits: Kornelimünster |
| Leiningen-Westerburg-Neuleiningen   | Graafschap Leiningen-Westerburg-Neuleiningen                                          | Duits: Leiningen-Westerburg-Neuleiningen                                                                                         |
| Leiningen-Westerburg-Altleiningen   | Graafschap Leiningen-Westerburg-Altleiningen (Graafschap Leiningen-Westerburg)        | Duits: Leiningen-Westerburg-Altleiningen                                                                                         |
| Leutkirch                           | Rijksstad Leutkirch                                                                   | Duits: Leutkirch |
| Lichtenstein                        | Heerlijkheid Lichtenstein                                                             | Duits: Lichtenstein |
| Liechtenstein                       | Vorstendom Liechtenstein                                                              | Duits: Liechtenstein |
| Limburg-Styrum                      | Heerlijkheid Limburg-Styrum                                                           | Duits: Limburg-Styrum |
| Limpurg-Speckfeld                   | Graafschap Limpurg-Speckfeld                                                          | Duits: Limpurg-Speckfeld |
| Lindau                              | Abdij Lindau                                                                          | Duits: Lindau |
| Lindau                              | Rijksstad Lindau                                                                      | Duits: Lindau |
| Lippe-Detmold                       | Vorstendom Lippe-Detmold                                                              | Duits: Lippe-Detmold |
| Lotharingen                         | Hertogdom Lotharingen                                                                 | Duits: Lothringen Frans: Lorraine                                                                                                |
| Löwenstein-Wertheim-Rochefort       | Graafschap Löwenstein-Wertheim-Rochefort                                              | Duits: Löwenstein-Wertheim-Rochefort                                                                                             |
| Lübeck                              | Rijksstad Lübeck                                                                      | Duits: Lübeck |
| Lübeck                              | Prinsbisdom Lübeck                                                                    | Duits: Lübeck |
| Luik                                | Prinsbisdom Luik                                                                      | Duits: Lüttich Frans: Liège Nederlands: Luik                                                                                     |
| Mainz                               | Aartssticht en Keurvorstendom Mainz (ook wel: Keur-Mainz)                             | Duits: Mainz |
| Manderscheid-Blankenheim            | Graafschap Manderscheid-Blankenheim                                                   | Duits: Manderscheid-Blankenheim                                                                                                  |
| Marchtal                            | Abdij Marchtal                                                                        | Duits: Marchtal |
| Maursmünster                        | Abdij Maursmünster                                                                    | Alemannisch: Màschmínschter Duits: Maursmünster Frans: Marmoutier                                                                |
| Mecklenburg-Schwerin                | Hertogdom Mecklenburg-Schwerin                                                        | Duits: Mecklenburg-Schwerin |
| Mecklenburg-Strelitz                | Hertogdom Mecklenburg-Strelitz                                                        | Duits: Mecklenburg-Strelitz |
| Memmingen                           | Rijksstad Memmingen                                                                   | Duits: Memmingen |
| Michaelsberg                        | Abdij Michaelsberg                                                                    | Duits: Michaelsberg |
| Mondsee                             | Abdij Mondsee                                                                         | Duits: Mondsee |
| Mühlhausen                          | Rijksstad Mühlhausen                                                                  | Duits: Mühlhausen |
| Münster                             | Prinsbisdom Münster                                                                   | Duits: Münster |
| Murbach                             | Abdij Murbach                                                                         | Duits en Frans: Murbach |
| Myllendonk                          | Heerlijkheid Myllendonk                                                               | Duits: Myllendonk |
| Nassau-Oranje                       | Vorstendom Nassau-Oranje                                                              | Duits: Nassau-Oranien |
| Nassau-Usingen                      | Vorstendom Nassau-Usingen                                                             | Duits: Nassau-Usingen |
| Nassau-Weilburg                     | Graafschap Nassau-Weilburg                                                            | Duits: Nassau-Weilburg |
| Niedermünster                       | Abdij Niedermünster                                                                   | Duits: Niedermünster |
| Nordhausen                          | Rijksstad Nordhausen                                                                  | Duits: Nordhausen |
| Nördlingen                          | Rijksstad Nördlingen                                                                  | Duits: Nördlingen |
| Nostitz-Rieneck                     | Graafschap Nostitz-Rieneck                                                            | Duits: Nostitz-Rieneck |
| Obermünster                         | Abdij Obermünster                                                                     | Duits: Obermünster |
| Ochsenhausen                        | Abdij Ochsenhausen                                                                    | Duits: Ochsenhausen |
| Offenburg                           | Rijksstad Offenburg                                                                   | Duits: Offenburg |
| Olbrück                             | Heerlijkheid Olbrück                                                                  | Duits: Olbrück |
| Oost-Friesland                      | Graafschap Oost-Friesland                                                             | Duits: Ostfriesland Nederlands: Oost-Friesland                                                                                   |
| Ortenburg                           | Graafschap Ortenburg                                                                  | Duits: Ortenburg |
| Osnabrück                           | Prinsbisdom Osnabrück                                                                 | Duits: Osnabrück |
| Öttingen-Baldern                    | Graafschap Öttingen-Baldern                                                           | Duits: Öttingen-Baldern |
| Öttingen-Öttingen                   | Graafschap Öttingen-Öttingen                                                          | Duits: Öttingen-Öttingen |
| Öttingen-Spielberg                  | Graafschap Öttingen-Spielberg                                                         | Duits: Öttingen-Spielberg |
| Öttingen-Wallerstein                | Graafschap Öttingen-Wallerstein                                                       | Duits: Öttingen-Wallerstein |
| Ottobeuren                          | Abdij Ottobeuren                                                                      | Duits: Ottobeuren |
| Paderborn                           | Prinsbisdom Paderborn                                                                 | Duits: Paderborn |
| Pappenheim                          | Graafschap Pappenheim                                                                 | Duits: Pappenheim |
| Paltsgraafschap aan de Rijn         | Paltsgraafschap aan de Rijn                                                           | Duits: Pfalzgrafschaft bei Rhein                                                                                                 |
| Palts-Birkenfeld                    | Hertogdom Palts-Birkenfeld                                                            | Duits: Pfalz-Birkenfeld |
| Palts-Sulzbach                      | Vorstendom Palts-Sulzbach                                                             | Duits: Pfalz-Sulzbach |
| Palts-Zweibrücken                   | Hertogdom Palts-Zweibrücken                                                           | Duits: Pfalz-Zweibrücken |
| Passau                              | Prinsbisdom Passau                                                                    | Duits: Passau |
| Petershausen                        | Abdij Petershausen                                                                    | Duits: Petershausen |
| Pfullendorf                         | Rijksstad Pfullendorf                                                                 | Duits: Pfullendorf |
| Pruisen                             | Koninkrijk Pruisen                                                                    | Duits: Preußen |
| Pyrbaum                             | Graafschap Pyrbaum                                                                    | Duits: Prybaum |
| Quedlinburg                         | Abdij van Quedlinburg                                                                 | Duits: Quedlinburg |
| Ravensburg                          | Rijksstad Ravensburg                                                                  | Duits: Ravensburg |
| Rechberg en Rothenlöwen             | Graafschap Rechberg en Rothenlöwen                                                    | Duits: Rechberg und Rothenlöwen                                                                                                  |
| Regensburg                          | Prinsbisdom Regensburg                                                                | Duits: Regensburg |
| Regensburg                          | Rijksstad Regensburg                                                                  | Duits: Regensburg |
| Reipoltskirchen                     | Heerlijkheid Reipoltskirchen                                                          | Duits: Reipoltskirchen |
| Rekem                               | Graafschap Rekem                                                                      | Duits: Reckheim Nederlands: Rekem                                                                                                |
| Remiremont                          | Abdij Remiremont                                                                      | Duits: Romberg Frans: Remiremont                                                                                                 |
| Reuss-Ebersdorf                     | Graafschap Reuss-Ebersdorf                                                            | Duits: Reuß-Ebersdorf |
| Reuss-Lobenstein                    | Graafschap Reuss-Lobenstein                                                           | Duits: Reuß-Lobenstein |
| Reuss-Gera                          | Graafschap Reuss-Gera                                                                 | Duits: Reuß-Gera |
| Reuss-Obergreiz                     | Graafschap Reuss-Obergreiz                                                            | Duits: Reuß-Obergreiz |
| Reuss-Schleiz                       | Graafschap Reuss-Schleiz                                                              | Duits: Reuß-Schleiz |
| Reuss-Untergreiz                    | Graafschap Reuss-Untergreiz                                                           | Duits: Reuß-Untergreiz |
| Reutlingen                          | Rijksstad Reutlingen                                                                  | Duits: Reutlingen |
| Rheda                               | Heerlijkheid Rheda                                                                    | Duits: Rheda |
| Rietberg                            | Graafschap Rietberg                                                                   | Duits: Rietberg |
| Rheineck                            | Burggraafschap Rheineck                                                               | Duits: Rheineck |
| Roggenburg                          | Abdij Roggenburg                                                                      | Duits: Roggenburg |
| Rot                                 | Abdij Rot (ook wel: Abdij Münchenroth)                                                | Duits: Rot |
| Rothenburg                          | Rijksstad Rothenburg                                                                  | Duits: Rothenburg |
| Rottenmünster                       | Abdij Rottenmünster                                                                   | Duits: Rottenmünster |
| Saksen                              | Keurvorstendom Saksen                                                                 | Duits: Sachsen |
| Saksen-Coburg                       | Hertogdom Saksen-Coburg                                                               | Duits: Saksen-Coburg |
| Saksen-Eisenach                     | Hertogdom Saksen-Eisenach                                                             | Duits: Sachsen-Eisenach |
| Saksen-Gotha-Altenburg              | Hertogdom Saksen-Gotha-Altenburg                                                      | Duits: Sachsen-Gotha-Altenburg                                                                                                   |
| Saksen-Meiningen                    | Hertogdom Saksen-Meiningen (ook wel: Hertogdom Saksen-Meiningen-Hildburghausen)       | Duits: Sachsen-Meiningen |
| Saksen-Merseburg                    | Hertogdom Saksen-Merseburg                                                            | Duits: Sachsen-Merseburg |
| Saksen-Saalfeld                     | Hertogdom Saksen-Saalfeld                                                             | Duits: Sachsen-Saalfeld |
| Saksen-Weißenfels                   | Hertogdom Saksen-Weißenfels                                                           | Duits: Sachsen-Weißenfels |
| Saksen-Weimar                       | Hertogdom Saksen-Weimar                                                               | Duits: Sachsen-Weimar |
| Salem                               | Abdij Salem                                                                           | Duits: Salem |
| Salm-Dhaun                          | Graafschap Salm-Dhaun                                                                 | Duits: Salm-Dhaun |
| Salm-Grumbach                       | Graafschap Salm-Grumbach                                                              | Duits: Salm-Grumbach |
| Salm-Leuze                          | Graafschap Salm-Leuze                                                                 | Duits: Salm-Leuze |
| Salm-Püttlingen                     | Graafschap Salm-Püttlingen                                                            | Duits: Salm-Püttlingen |
| Salm-Reifferscheid-Dyck             | Graafschap Salm-Reifferscheid-Dyck                                                    | Duits: Salm-Reifferscheid-Dyck                                                                                                   |
| Salm-Salm                           | Graafschap Salm-Salm                                                                  | Duits: Salm-Salm |
| Salzburg                            | Prinsaartsbisdom Salzburg                                                             | Duits: Salzburg |
| Sankt Blasien                       | Abdij Sankt Blasien                                                                   | Duits: Sankt Blasien |
| Sankt Emmeram                       | Abdij Sankt Emmeram                                                                   | Duits: Sankt Emmeram |
| Sankt Ulrich und Afra               | Abdij Sankt Ulrich und Afra                                                           | Duits: Sankt Ulrich und Afra |
| Sayn-Wittgenstein-Berleburg         | Graafschap Sayn-Wittgenstein-Berleburg                                                | Duits: Sayn-Wittgenstein-Berleburg                                                                                               |
| Sayn-Wittgenstein-Hohenstein        | Graafschap Sayn-Wittgenstein-Hohenstein                                               | Duits: Sayn-Wittgenstein-Hohenstein                                                                                              |
| Sayn-Wittgenstein-Vallendar         | Graafschap Sayn-Wittgenstein-Vallendar                                                | Duits: Sayn-Wittgenstein-Vallendar                                                                                               |
| Schauen                             | Rijksheerlijkheid Schauen                                                             | Duits: Schauen |
| Schaumburg-Lippe                    | Graafschap Schaumburg-Lippe                                                           | Duits: Schaumburg-Lippe |
| Schaumburg-Lippe-Alverdissen        | Graafschap Schaumburg-Lippe-Alverdissen                                               | Duits: Schaumburg-Lippe-Alverdissen                                                                                              |
| Schleiden                           | Graafschap Schleiden                                                                  | Duits: Schleiden |
| Schönau                             | Heerlijkheid Schönau                                                                  | Duits: Schönau |
| Schönborn                           | Graafschap Schönborn                                                                  | Duits: Schönborn |
| Schönthal                           | Abdij Schönthal                                                                       | Duits: Schönthal |
| Schussenried                        | Abdij Schussenried                                                                    | Duits: Schussenried |
| Schwäbisch Hall                     | Rijksstad Schwäbisch Hall                                                             | Duits: Schwäbisch Hall |
| Schwarzburg-Rudolstadt              | Vorstendom Schwarzburg-Rudolstadt                                                     | Duits: Schwarzburg-Rudolstadt |
| Schwarzburg-Sondershausen           | Vorstendom Schwarzburg-Sondershausen                                                  | Duits: Schwarzburg-Sondershausen                                                                                                 |
| Schwarzenberg                       | Graafschap Schwarzenberg                                                              | Duits: Schwarzenberg |
| Schweinfurt                         | Rijksstad Schweinfurt                                                                 | Duits: Schweinfurt |
| Seckau                              | Abdij Seckau                                                                          | Duits: Seckau |
| Sennfeld                            | Rijksdorp Sennfeld                                                                    | Duits: Sennfeld |
| Sickingen                           | Graafschap Sickingen                                                                  | Duits: Sickingen |
| Soden                               | Rijksdorp Soden                                                                       | Duits: Soden |
| Solms-Braunfels                     | Graafschap Solms-Braunfels                                                            | Duits: Solms-Braunfels |
| Solms-Laubach                       | Graafschap Solms-Laubach                                                              | Duits: Solms-Laubach |
| Solms-Lich-Hohensolms               | Graafschap Solms-Lich-Hohensolms                                                      | Duits: Solms-Lich-Hohensolms |
| Solms-Rödelheim                     | Graafschap Solms-Rödelheim                                                            | Duits: Solms-Rödelheim |
| Solms-Utphe                         | Graafschap Solms-Utphe                                                                | Duits: Solms-Utphe |
| Solms-Wildenfels                    | Graafschap Solms-Wildenfels                                                           | Duits: Solms-Wildenfels |
| Spiers                              | Prinsbisdom Spiers                                                                    | Duits: Speyer |
| Spiers                              | Rijksstad Spiers                                                                      | Duits: Speyer |
| Stadion                             | Graafschap Stadion                                                                    | Duits: Stadion |
| Starhemberg                         | Graafschap Starhemberg                                                                | Duits: Starhemberg |
| Stavelot-Malmedy                    | Vorstelijke Abdijen van Stavelot-Malmedy                                              | Duits: Stablo-Malmedy Frans en Nederlands: Stavelot-Malmedy                                                                      |
| Stein (graafschap)                  | Rijngraafschap Stein                                                                  | Duits: Stein |
| Stein (heerlijkheid)                | Heerlijkheid Stein                                                                    | Duits: Stein |
| Steinfurt                           | Graafschap Steinfurt                                                                  | Duits: Steinfurt |
| Stolberg-Gedern                     | Graafschap Stolberg-Gedern                                                            | Duits: Stolberg-Gedern |
| Stolberg-Roßla                      | Graafschap Stolberg-Roßla                                                             | Duits: Stolberg-Roßla |
| Stolberg-Schwarza                   | Graafschap Stolberg-Schwarza                                                          | Duits: Stolberg-Schwarza |
| Stolberg-Stolberg                   | Graafschap Stolberg-Stolberg                                                          | Duits: Stolberg-Stolberg |
| Störnstein                          | Graafschap Störnstein                                                                 | Duits: Störnstein |
| Straatsburg                         | Prinsbisdom Straatsburg                                                               | Duits: Straßburg |
| Sulzbach                            | Rijksdorp Sulzbach                                                                    | Duits: Sulzbach |
| Sulzbürg                            | Graafschap Sulzbürg                                                                   | Duits: Sulzbürg |
| Tarasp                              | Heerlijkheid Tarasp                                                                   | Duits: Tarasp |
| Tengen                              | Graafschap Tengen                                                                     | Duits: Tengen |
| Thorn                               | Abdijvorstendom Thorn                                                                 | Duits en Nederlands: Thorn |
| Trente                              | Prinsbisdom Trente                                                                    | Duits: Trient Italiaans: Trento                                                                                                  |
| Trier                               | Keurvorstendom Trier (ook wel: Keur-Trier)                                            | Duits: Trier / Kurtrier |
| Überlingen                          | Rijksstad Überlingen                                                                  | Duits: Überlingen |
| Ursberg                             | Abdij Ursberg                                                                         | Duits: Ursberg |
| Waldburg-Capustigall                | Graafschap Waldburg-Capustigall                                                       | Duits: Waldburg-Capustigall |
| Waldburg-Trauchburg                 | Graafschap Waldburg-Trauchburg                                                        | Duits: Waldburg-Trauchburg |
| Waldburg-Waldsee                    | Graafschap Waldburg-Waldsee                                                           | Duits: Waldburg-Waldsee |
| Waldburg-Wolfegg                    | Graafschap Waldburg-Wolfegg                                                           | Duits: Waldburg-Wolfegg |
| Waldburg-Zeil-Wurzach               | Graafschap Waldburg-Zeil-Wurzach                                                      | Duits: Waldburg-Zeil-Wurzach |
| Waldburg-Zeil-Zeil                  | Graafschap Waldburg-Zeil-Zeil                                                         | Duits: Waldburg-Zeil-Zeil |
| Waldeck-Pyrmont                     | Vorstendom Waldeck en Pyrmont                                                         | Duits: Waldeck-Pyrmont |
| Waldenburg                          | Heerlijkheid Waldenburg                                                               | Duits: Waldenburg |
| Wangen                              | Rijksstad Wangen                                                                      | Duits: Wangen |
| Wartenberg                          | Graafschap Wartenberg                                                                 | Duits: Wartenberg |
| Weil der Stadt                      | Rijksstad Weil der Stadt                                                              | Duits: Weil der Stadt |
| Weingarten                          | Abdij Weingarten                                                                      | Duits: Weingarten |
| Weißenau                            | Abdij Weißenau                                                                        | Duits: Weißenau |
| Weißenburg                          | Rijksstad Weißenburg                                                                  | Duits: Weißenburg |
| Welzheim                            | Heerlijkheid Welzheim                                                                 | Duits: Welzheim |
| Werden                              | Abdij Werden                                                                          | Duits: Werden |
| Wettenhausen                        | Proosdij Wettenhausen                                                                 | Duits: Wettenhausen |
| Wetzlar                             | Rijksstad Wetzlar                                                                     | Duits: Wetzlar |
| Wied-Neuwied                        | Graafschap Wied-Neuwied                                                               | Duits: Wied-Neuwied |
| Wied-Runkel                         | Graafschap Wied-Runkel                                                                | Duits: Wied-Runkel |
| Wijlre                              | Heerlijkheid Wijlre                                                                   | Nederlands: Wijlre |
| Wimpfen                             | Rijksstad Wimpfen                                                                     | Duits: Wimpfen |
| Windsheim                           | Rijksstad Windsheim                                                                   | Duits: Windsheim |
| Winneburg en Beilstein              | Graafschap Winneburg en Beilstein                                                     | Duits: Winneburg und Beilstein                                                                                                   |
| Wittem                              | Graafschap Wittem                                                                     | Duits en Nederlands: Wittem |
| Worms                               | Prinsbisdom Worms                                                                     | Duits: Worms |
| Worms                               | Rijksstad Worms                                                                       | Duits: Worms |
| Württemberg                         | Hertogdom Württemberg                                                                 | Duits: Württemberg |
| Württemberg-Winnental               | Hertogdom Württemberg-Winnental                                                       | Duits: Württemberg-Winnental |
| Würzburg                            | Prinsbisdom Würzburg                                                                  | Duits: Würzburg |
| Zell am Harmersbach                 | Rijksstad Zell am Harmersbach                                                         | Duits: Zell am Harmersbach |

### Landen binnen de grenzen van het Ottomaanse Rijk
In onderstaande lijst zijn staten opgenomen die lagen in het gebied dat officieel behoorde tot het Ottomaanse Rijk, maar waar het Ottomaanse Rijk geen zeggenschap had (d.w.z. het binnenland van het Arabisch Schiereiland).
| Korte landsnaam (Nederlands) | Officiële landsnaam (Nederlands)                                            | Korte landsnaam (oorspronkelijke taal/talen)                                 |
| ---------------------------- | --------------------------------------------------------------------------- | ---------------------------------------------------------------------------- |
| Abu Arish                    | Sjeikdom Abu Arish                                                          | Arabisch: Abu Arish / أبو عريش                                               |
| Bayda                        | Sultanaat Bayda (ook wel: Beda / Baidah)                                    | Arabisch: Al-Bayḍā / ٱلْبَيْضَاء                                                 |
| Beihan                       | Emiraat Beihan (ook wel: Bayhan)                                            | Arabisch: Bayḥān / بيحان                                                     |
| Fadhli                       | Sultanaat Fadhli                                                            | Arabisch: Faḍlī / فضلي                                                       |
| Al-Hasa                      | Sjeikdom al-Hasa                                                            | Arabisch: al-Aḥsā / الأحساء                                                  |
| Haushabi                     | Sultanaat Haushabi                                                          | Arabisch: Al-Hawshabī / الحوشبي                                              |
| Kharj                        | Emiraat Khardj                                                              | Arabisch: al-Kharj / الخرج                                                   |
| Kathiri                      | Sultanaat Kathiri                                                           | Arabisch: al-Kathīrī / الكثيري                                               |
| Lahej                        | Sultanaat Lahej (ook wel: Sultanaat Abdali / Lahij)                         | Arabisch: Laḥij / لحج                                                        |
| Mahra                        | Mahrasultanaat Qishn en Socotra (ook wel: Mahrasultanaat Ghayda en Socotra) | Arabisch: Salṭanat Mahrah fī Qishn wa Suquṭrah / سلطنة المهرة في قشن و سقطرة |
| Manfuha                      | Sjeikdom Manfuha                                                            | Arabisch: Manfuha / منفوحة                                                   |
| Mukalla                      | Staat Mukalla                                                               | Arabisch: al-Mukallā / ٱلْمُكَلَّا                                                |
| Mutayr                       | Sjeikdom Mutayr                                                             | Arabisch: Mutayr / مطير                                                      |
| Neder-Yafa                   | Sultanaat Neder-Yafa                                                        | Arabisch: Yāfiʿ al-Suflā / يافع السفلى                                       |
| Opper-Yafa                   | Staat Opper-Yafa (ook wel: Sultanaat Opper-Yafa)                            | Arabisch: Yāfiʿ al-ʿUlyā / يافع العليا                                       |
| Qasimiden                    | Imamaat van de Qasimiden (Imamaat Jemen / Imamaat van de Zaidieten)         | Arabisch:                                                                    |
| Subeihi                      | Sultanaat Subeihi                                                           | Arabisch: aṣ-Ṣubayḥī / الصبيحي                                               |
| Wahidi                       | Sultanaat Wahidi                                                            | Arabisch: Wāḥidī / واحدي                                                     |

### Kantons en Zugewandte Orte van het Zwitserse Eedgenootschap
Het Vorstendom Neuchâtel was eveneens een Zugewandter Ort, maar tevens een deel van het Heilige Roomse Rijk en in personele unie met Pruisen verbonden, en is daarom niet in onderstaande lijst opgenomen.
| Korte landsnaam (Nederlands) | Status                                                                        | Korte landsnaam (oorspronkelijke taal/talen)                    |
| ---------------------------- | ----------------------------------------------------------------------------- | --------------------------------------------------------------- |
| Appenzell Ausserrhoden       | Halfkanton                                                                    | Duits: Appenzell Ausserrhoden                                   |
| Appenzell Innerrhoden        | Halfkanton                                                                    | Duits: Appenzell Innerrhoden                                    |
| Bazel                        | Kanton                                                                        | Duits: Basel                                                    |
| Bern                         | Kanton                                                                        | Duits: Bern Frans: Berne                                        |
| Biel                         | Zugewandter Ort en bezit van het Prinsbisdom Bazel (deel Heilige Roomse Rijk) | Duits: Biel Frans: Bienne                                       |
| Drie Bonden                  | Zugewandter Ort en alliantie: Vrijstaat van de Drie Bonden                    | Duits: Drei Bünde Italiaans: Tre Leghe Reto-Romaans: Trais Lias |
| Fribourg                     | Kanton                                                                        | Duits: Freiburg Frans: Fribourg                                 |
| Genève                       | Zugewandter Ort: Republiek Genève                                             | Frans: Genève                                                   |
| Glarus                       | Kanton                                                                        | Duits: Glarus                                                   |
| Luzern                       | Kanton                                                                        | Duits: Luzern                                                   |
| Mulhouse                     | Zugewandter Ort en rijksstad binnen het Heilige Roomse Rijk.                  | Duits: Mülhausen Elzassisch: Milhüse Frans: Mulhouse            |
| Nidwalden                    | Kanton                                                                        | Duits: Nidwalden                                                |
| Rottweil                     | Zugewandter Ort en rijksstad binnen het Heilige Roomse Rijk                   | Duits: Rottweil                                                 |
| Sankt Gallen (abdij)         | Zugewandter Ort en rijksabdij binnen het Heilige Roomse Rijk                  | Duits: Sankt Gallen                                             |
| Sankt Gallen (rijksstad)     | Zugewandter Ort en rijksstad binnen het Heilige Roomse Rijk                   | Duits: Sankt Gallen                                             |
| Schaffhausen                 | Kanton                                                                        | Duits: Schaffhausen                                             |
| Schwyz                       | Kanton                                                                        | Duits: Schwyz                                                   |
| Solothurn                    | Kanton                                                                        | Duits: Solothurn                                                |
| Unterwalden                  | Kanton                                                                        | Duits: Unterwalden                                              |
| Uri                          | Kanton                                                                        | Duits: Uri                                                      |
| Zeven Gemeenten              | Zugewandter Ort en federatie: Republiek van de Zeven Gemeenten                | Duits: Sieben Zenden Frans: Sept-Dizains                        |
| Zug                          | Kanton                                                                        | Duits: Zug                                                      |
| Zürich                       | Kanton                                                                        | Duits: Zürich                                                   |

### Autonome gebieden binnen de Marathaconfederatie
De soevereine vorst van de Marathaconfederatie was de chhatrapati. Er waren twee chhatrapati's, beide van de Bhonsle-dynastie, gezeteld in Satara en Kolhapur. De feitelijke macht was echter in handen van de peshwa (premier) van de Bhat-familie. Daarnaast hadden delen van het rijk een semi-autonome status. 
| Korte landsnaam (Nederlands) | Status                                                                  | Korte landsnaam (oorspronkelijke taal/talen) |
| ---------------------------- | ----------------------------------------------------------------------- | -------------------------------------------- |
| Akalkot                      | Akalkot (ook wel: Akkalkot), onder bestuur van de Bhonsle-dynastie      | Marathi: अक्कलकोट                              |
| Aundh                        | Aundh                                                                   | Marathi: औंध                                  |
| Baroda                       | Baroda, onder bestuur van de Gaekwad-dynastie                           | Marathi: वडोदरा                                |
| Bhopal                       | Bhopal, onder bestuurt van de Mirazikhel-dynastie                       | Perzisch: بوپال                              |
| Bhor                         | Bhor                                                                    | Marathi: भोर                                  |
| Bundelkhand                  | Bundelkhand                                                             | Marathi:                                     |
| Daphlapur                    | Daphlapur (ook wel: Daflepur), onder bestuur van de Dafle-dynastie      | Marathi:                                     |
| Dewas Junior                 | Dewas Junior, onder bestuur van de Puar-dynastie                        | Marathi:                                     |
| Dewas Senior                 | Dewas Senior, onder bestuur van de Puar-dynastie                        | Marathi:                                     |
| Dhar                         | Dhar, onder bestuur van de Puar-dynastie                                | Marathi: धार                                  |
| Jath                         | Jath (ook wel: Joth), onder bestuur van de Dafle-dynastie               | Marathi: जत                                  |
| Kolhapur                     | Kolhapur, onder bestuur van de Bhonsle-dynastie                         | Marathi: कोल्हापूर                               |
| Phaltan                      | Phaltan, onder bestuur van de Nimbalkar-dynastie                        | Marathi: फलटण                                |
| Sawantwadi                   | Sawantwadi (ook wel: Savantvadi), onder bestuur van de Bhonsle-dynastie | Marathi: सावंतवाडी                               |
| Thanjavur                    | Thanjavur (ook wel: Tanjore), onder bestuur van de Bhonsle-dynastie     | Marathi: तंजावूर                                |

### Staten binnen het Mogolrijk
Onderstaande staten behoorden officieel tot het Mogolrijk, maar waren daarvan in feite onafhankelijk. De Misls van de Sikhs in de regio Punjab zijn niet in onderstaande lijst weergegeven, maar waren ook in grote mate onafhankelijk. 
| Korte landsnaam (Nederlands) | Status                                                 | Korte landsnaam (oorspronkelijke taal/talen)   |
| ---------------------------- | ------------------------------------------------------ | ---------------------------------------------- |
| Arcot                        | Arcot (ook wel: Sultanaat Carnatic)                    | Tamil: Āṟkāṭu /ஆற்காடு                            |
| Avadh                        | Koninkrijk Avadh (ook wel: Awadh / Oudh)               | Avadhi en Hindoestani: Avadha / अवध Urdu: اودھ |
| Banswara                     | Banswara                                               | Wagdi:                                         |
| Barwani                      | Barwani                                                | Hindoestani: Baḍwāni / बड़वानी                    |
| Bengalen                     | Vorstendom Bengalen                                    | Perzisch:                                      |
| Bikaner                      | Bikaner                                                | Rajasthani: बिकाणो                                |
| Bundi                        | Bundi                                                  | Hindoestani: Būndī / बूंदी                        |
| Dungarpur                    | Dungarpur                                              | Wagdi:                                         |
| Haiderabad                   | Haiderabad (ook wel: Dominions van de Nizam)           | Perzisch: حیدرآباد                             |
| Jaipur                       | Jaipur                                                 | Hindi: Jayapur /जयपुर                           |
| Jaisalmer                    | Jaisalmer                                              | Rajasthani: जैसलमेर                              |
| Jat Staat                    | Jat Staat                                              | Hindoestani:                                   |
| Jodhpur                      | Jodhpur (ook wel: Marwar)                              | Rajasthani: जोधपुर Urdu: جودهپُور                 |
| Karauli                      | Karauli                                                | Hindi: करौली                                     |
| Kishangarh                   | Kishangarh                                             | Rajasthani:                                    |
| Kota                         | Kota (ook wel: Kotah)                                  | Rajasthani: कोटा                                 |
| Pratapgarh                   | Pratapgarh (ook wel: Pratabgarh)                       | Rajasthani:                                    |
| Rohilkhand                   | Rohilkhand                                             | Pasjtoe:                                       |
| Sindh                        | Sindh (Kalhora-dynastie)                               | Sindhi: سنڌ Urdu: سندھ                         |
| Sirohi                       | Sirohi                                                 | Rajasthani:                                    |
| Udaipur                      | Koninkrijk Udaipur (ook wel: Sisodia-dynastie / Mewar) | Mewari:                                        |

### Balinese koninkrijken
Het Koninkrijk Bali bestond uit diverse zelfstandige koninkrijken, waarbij de koning van Klungkung fungeerde als een primus inter pares.
| Korte landsnaam (Nederlands) | Status                              | Korte landsnaam (oorspronkelijke taal/talen) |
| ---------------------------- | ----------------------------------- | -------------------------------------------- |
| Badung                       | Koninkrijk Badung                   | Balinees: Badung                             |
| Buleleng                     | Koninkrijk Buleleng                 | Balinees: Buleleng                           |
| Gianyar                      | Koninkrijk Gianyar                  | Balinees: Gianyar                            |
| Jembrana                     | Koninkrijk Jembrana                 | Balinees: Jembrana                           |
| Karangasem                   | Koninkrijk Karangasem               | Balinees: Karangasem                         |
| Klungkung                    | Koninkrijk Klungkung                | Balinees: Klungkung                          |
| Mengwi                       | Koninkrijk Mengwi                   | Balinees: Mengwi                             |
| Sukawati                     | Koninkrijk Sukawati (ook wel: Ubud) | Balinees: Sukawati                           |

### Niet algemeen erkende landen
| Korte landsnaam (Nederlands) | Lange landsnaam (Nederlands)                                   | Korte landsnaam (oorspronkelijke taal/talen)                     |
| ---------------------------- | -------------------------------------------------------------- | ---------------------------------------------------------------- |
| Couto Misto                  | Couto Misto                                                    | Galicisch: Couto Mixto Portugees: Couto Misto Spaans: Coto Mixto |
| Kapan                        | Vorstendom Kapan                                               | Armeens: Kapan / Կապան                                           |
| Safawiden (tot 1729)         | Rijk van de Safawiden                                          | Perzisch:                                                        |
| Tsachoer                     | Sultanaat Elisu (ook wel: Tsachoer / Tsakhur / Elisou / Ilisu) | Azerbeidzjaans: Georgisch: Tsachoerisch:                         |

## Niet-onafhankelijke gebieden
Hieronder staat een lijst van afhankelijke gebieden.

### Niet-onafhankelijke gebieden van Ashanti
| Korte landsnaam (Nederlands) | Status     | Korte landsnaam (oorspronkelijke taal/talen) |
| ---------------------------- | ---------- | -------------------------------------------- |
| Denkyira                     | Vazalstaat | Akan: Denkyira                               |

### Birmese niet-onafhankelijke gebieden
| Korte landsnaam (Nederlands) | Status                       | Korte landsnaam (oorspronkelijke taal/talen) |
| ---------------------------- | ---------------------------- | -------------------------------------------- |
| Lanna                        | Vazalstaat: Koninkrijk Lanna | Birmaans: ဇင်းမယ် ပြည် Noordelijk Thai: ᩋᩣᨱᩣᨧᩢᨠᩕᩃ᩶ᩣ᩠ᨶᨶᩣ   |

### Britse niet-onafhankelijke gebieden
| Korte landsnaam (Nederlands)            | Status | Korte landsnaam (oorspronkelijke taal/talen)     |
| --------------------------------------- | --- | ------------------------------------------------ |
| Alderney                                | Brits Kroonbezit | Engels: Alderney Frans: Aurigny                  |
| Bahama's                                | Kroonkolonie | Engels: Bahama Islands                           |
| Barbados                                | Kolonie | Engels: Barbados                                 |
| Bermuda                                 | Kroonkolonie | Engels: Bermuda                                  |
| Britse Bovenwindse Eilanden             | Kolonie | Engels: Leeward Islands                          |
| Britse Goudkust                         | Overzees bezit, eigendom van de Royal African Company                                                                 | Engels: Gold Coast                               |
| Connecticut                             | Kolonie | Engels: Connecticut                              |
| Fort William                            | Overzees bezit | Engels: Fort William at Whydah                   |
| Gambia                                  | Overzees bezit, eigendom van de Royal African Company                                                                 | Engels: Gambia                                   |
| Gibraltar                               | Overzees bezit | Engels: Gibraltar                                |
| Guernsey                                | Brits Kroonbezit | Engels: Guernsey Frans: Guernesey                |
| Hannover                                | Keurvorstendom Brunswijk-Lüneburg: deel van het Heilige Roomse Rijk, in personele unie met Groot-Brittannië verbonden | Duits: Hannover Engels: Hanover                  |
| Ierland                                 | Brits Kroonbezit: Koninkrijk Ierland                                                                                  | Engels: Ireland Iers: Éire                       |
| Jamaica                                 | Kroonkolonie | Engels: Jamaica                                  |
| Jersey                                  | Brits Kroonbezit | Engels en Frans: Jersey                          |
| Man                                     | Vazalstaat: Heerlijkheid Man                                                                                          | Engels: Isle of Man Manx-Gaelisch: Ellan Vannin  |
| Mary Ballcouts Eiland                   | Overzees bezit | Engels: Mary Ballcout's Island                   |
| Maryland                                | Kolonie | Engels: Maryland                                 |
| Massachusetts Bay                       | Kolonie | Engels: Massachusetts Bay                        |
| Minorca                                 | Kolonie | Engels: Minorca                                  |
| Miskitokoninkrijk                       | Miskitokoninkrijk | Engels: Mosquito Kingdom Miskito:                |
| New Hampshire                           | Kolonie | Engels: New Hampshire                            |
| New York                                | Kolonie | Engels: New York                                 |
| Newfoundland                            | Kolonie | Engels: Newfoundland                             |
| Noordwestelijk Territorium              | Eigendom van de Hudson's Bay Company                                                                                  | Engels: North-Western Territory                  |
| North Carolina                          | Kolonie | Engels: North Carolina                           |
| Nova Scotia                             | Kolonie | Engels: Nova Scotia                              |
| Oost-Indië                              | Gebied van de Britse Oost-Indische Compagnie                                                                          | Engels: East India                               |
| Pennsylvania                            | Kolonie | Engels: Pennsylvania                             |
| Rhode Island and Providence Plantations | Kolonie | Engels: Rhode Island and Providence Plantations  |
| Shenge                                  | Protectoraat | Engels: Shenge                                   |
| Sint-Helena                             | Gebied van de Britse Oost-Indische Compagnie                                                                          | Engels: Saint Helena                             |
| South Carolina                          | Kolonie | Engels: South Carolina                           |
| Stikineterritorium                      | Overzees bezit | Engels: Stickeen Territories / Stikine Territory |
| Virginia                                | Kolonie | Engels: Virginia                                 |

### Chinese niet-onafhankelijke gebieden
| Korte landsnaam (Nederlands) | Status                   | Korte landsnaam (oorspronkelijke taal/talen)   |
| ---------------------------- | ------------------------ | ---------------------------------------------- |
| Kumul                        | Vazalstaat: Kanaat Kumul | Mandarijn: Hāmì / 哈密 Oeigoers: Kumul / قۇمۇل |
| Tibet                        | Vazalstaat               | Tibetaans: Bod / བོད་                           |

### Deense niet-onafhankelijke gebieden
| Korte landsnaam (Nederlands) | Status                                                          | Korte landsnaam (oorspronkelijke taal/talen) |
| ---------------------------- | --------------------------------------------------------------- | -------------------------------------------- |
| Deens-Oost-Indië             | Eigendom van de Deense Oost-Indische Compagnie                  | Deens: Dansk Ostindien                       |
| Deense Goudkust              | Eigendom van de Deense West-Indische en Guineese Compagnie      | Deens: Den danske Guldkyst                   |
| Holstein                     | Hertogdom Holstein                                              | Deens: Holsten Duits: Holstein               |
| IJsland                      | Kolonie                                                         | Deens: Ísland                                |
| Oldenburg                    | Graafschap Oldenburg, deel van het Heilige Roomse Rijk          | Deens: Oldenborg Duits: Oldenburg            |
| Sankt Jan                    | Eigendom van de Deense West-Indische en Guineese Compagnie      | Deens: Sankt Jan                             |
| Sankt Thomas                 | Eigendom van de Deense West-Indische en Guineese Compagnie      | Deens: Sankt Thomas                          |
| Sleeswijk                    | Hertogdom Sleeswijk, in personele unie met Denemarken verbonden | Deens: Slesvig Duits: Schleswig              |

### Franse niet-onafhankelijke gebieden
| Korte landsnaam (Nederlands) | Status                                         | Korte landsnaam (oorspronkelijke taal/talen)   |
| ---------------------------- | ---------------------------------------------- | ---------------------------------------------- |
| Bouillon                     | Protectoraat: Hertogdom Bouillon               | Frans: Bouillon                                |
| Canada                       | Kolonie, onderdeel van Nieuw-Frankrijk         | Frans: Canada                                  |
| Dombes                       | Vorstendom                                     | Frans: Dombes                                  |
| Fort Saint-Louis (Ouidah)    | Overzees bezit                                 | Frans: Fort Saint-Louis                        |
| Franse Goudkust              | Overzees bezit                                 | Frans: Établissements français de la Côte-d'Or |
| Frans-Guyana                 | Kolonie                                        | Frans: Guyane Français                         |
| Frans-Oost-Indië             | Eigendom van de Franse Oost-Indische Compagnie | Frans: Indes-Orientales                        |
| Guadeloupe                   | Kolonie                                        | Frans: Guadeloupe                              |
| Île Bourbon                  | Eigendom van de Franse Oost-Indische Compagnie | Frans: Île Bourbon                             |
| Île de France                | Eigendom van de Franse Oost-Indische Compagnie | Frans: Île de France                           |
| Île Royale                   | Kolonie, onderdeel van Nieuw-Frankrijk         | Frans: Île Royale                              |
| Louisiana                    | Kolonie, onderdeel van Nieuw-Frankrijk         | Frans: La Louisiane française                  |
| Martinique                   | Kolonie (Franse Antillen)                      | Frans: Martinique                              |
| Monaco                       | Protectoraat: Vorstendom Monaco                | Frans: Monaco                                  |
| Saint-Domingue               | Kolonie                                        | Frans: Saint-Domingue                          |
| Sainte-Croix                 | Overzees bezit                                 | Frans: Sainte-Croix                            |
| Senegal                      | Eigendom van de Franse Oost-Indische Compagnie | Frans: Senegal                                 |

### Genuese niet-onafhankelijke gebieden
| Korte landsnaam (Nederlands) | Status                                    | Korte landsnaam (oorspronkelijke taal/talen) |
| ---------------------------- | ----------------------------------------- | -------------------------------------------- |
| Finale                       | Feodaal bezit: Markizaat Finale           | Italiaans: Finale                            |
| Noli                         | Protectoraat: Republiek Noli              | Italiaans: Noli                              |
| Tabarka                      | Eigendom van de Genuese familie Lomellini | Italiaans: Tabarca                           |

### Bezittingen van het Habsburgse Rijk
| Korte landsnaam (Nederlands) | Status                                                                                      | Korte landsnaam (oorspronkelijke taal/talen)                                                        |
| ---------------------------- | ------------------------------------------------------------------------------------------- | --------------------------------------------------------------------------------------------------- |
| Banquibazar                  | Factorij van het Heilige Roomse Rijk in Indië                                               | Duits: Bankibazar                                                                                   |
| Bohemen                      | Koninkrijk Bohemen: land van de Boheemse kroon en deel van het Heilige Roomse Rijk          | Duits: Böhmen Latijn: Regnum Bohemiae Tsjechisch: Ceské království                                  |
| Cabelon                      | Factorij van het Heilige Roomse Rijk in Indië                                               | Duits: Cabelon                                                                                      |
| Görz                         | Graafschap Görz: erfland en deel van het Heilige Roomse Rijk                                | Duits: Görz                                                                                         |
| Gradisca                     | Graafschap Gradisca: erfland en deel van het Heilige Roomse Rijk                            | Duits: Gradisca                                                                                     |
| Hongarije                    | Koninkrijk Hongarije: land van de Heilige Hongaarse Stefanskroon                            | Duits: Ungarn Hongaars: Magyar Latijn: Regnum Hungariae                                             |
| Karinthië                    | Hertogdom Karinthië: erfland en deel van het Heilige Roomse Rijk                            | Duits: Kärnten Sloveens: Koroška                                                                    |
| Krain                        | Hertogdom Krain: erfland en deel van het Heilige Roomse Rijk                                | Duits: Krain Sloveens: Kranjska                                                                     |
| Kroatië                      | Koninkrijk Kroatië: land van de Heilige Hongaarse Stefanskroon                              | Duits: Kroatien Kroatisch: Hrvatska Latijn: Croatia                                                 |
| Milaan                       | Hertogdom Milaan: Habsburgs bezit, in naam een onderdeel van het Heilige Roomse Rijk        | Duits: Miland Italiaans: Milano                                                                     |
| Moravië                      | Markgraafschap Moravië: land van de Boheemse kroon en deel van het Heilige Roomse Rijk      | Duits: Mähren Latijn: Moravia Tsjechisch: Morava                                                    |
| Napels                       | Koninkrijk Sicilië (ook wel: Koninkrijk Napels)                                             | Italiaans en Napolitaans: Napoli                                                                    |
| Neder-Oostenrijk             | Aartshertogdom Oostenrijk beneden de Enns: erfland en deel van het Heilige Roomse Rijk      | Duits: Österreich unter der Enns                                                                    |
| Oostenrijkse Nederlanden     | Personele unie van lenen van het Heilige Roomse Rijk onder Habsburgs bestuur                | Duits: Österreichische Niederlande Frans: Pays-Bas autrichiens Nederlands: Oostenrijkse Nederlanden |
| Opper-Oostenrijk             | Aartshertogdom Oostenrijk boven de Enns: erfland en deel van het Heilige Roomse Rijk        | Duits: Österreich ob der Enns                                                                       |
| Servië                       | Koninkrijk Servië: Habsburgs bezit                                                          | Duits: Serbien Servisch: Srbija / Србија                                                            |
| Sicilië                      | Koninkrijk Sicilië: Habsburgs bezit                                                         | Italiaans en Siciliaans: Sicilia                                                                    |
| Silezische hertogdommen      | landen van de Boheemse kroon en deel van het Heilige Roomse Rijk                            | Duits: herzogtümer in Schlesien Tsjechisch: Slezská knížectví                                       |
| Slavonië                     | Koninkrijk Slavonië: land van de Heilige Hongaarse Stefanskroon                             | Duits: Slawonien Hongaars: Szlavón Királyság Kroatisch: Slavonija Latijn: Sclavonia                 |
| Stato dei Presidi            | Habsburgs bezit                                                                             | Italiaans: Stato dei Presidi                                                                        |
| Stiermarken                  | Hertogdom Stiermarken: erfland en deel van het Heilige Roomse Rijk                          | Duits: Steiermark Sloveens: Stajerska                                                               |
| Temeswar                     | Banaat Temeswar: provincie van het Habsburgse Rijk                                          | Duits: Temeswar Hongaars: Temesvár Roemeens: Timișoara Servisch: Temišvar / Темишвар                |
| Tirol                        | Graafschap Tirol: erfland en deel van het Heilige Roomse Rijk                               | Duits: Tirol                                                                                        |
| Transsylvanië                | Vorstendom Transsylvanië (ook wel: Zevenburgen): land van de Heilige Hongaarse Stefanskroon | Duits: Siebenbürgen Hongaars: Erdély Latijn: Transsilvania Roemeens: Transilvania                   |
| Triëst                       | Erfland en deel van het Heilige Roomse Rijk                                                 | Duits: Triest Italiaans: Trieste Sloveens: Trst                                                     |
| Voor-Oostenrijk              | Verzameling Habsburgse bezittingen en deel van het Heilige Roomse Rijk                      | Duits: Vorderösterreich                                                                             |
| West-Galicië                 | Habsburgs bezit                                                                             | Duits: Westgalizien Pools: Galicja Zachodnia                                                        |

### Japanse niet-onafhankelijke gebieden
| Korte landsnaam (Nederlands) | Status                        | Korte landsnaam (oorspronkelijke taal/talen)                    |
| ---------------------------- | ----------------------------- | --------------------------------------------------------------- |
| Riukiu                       | Vazalstaat: Koninkrijk Riukiu | Japans: Ryūkyū Ōkoku / 琉球王国 Riukiuaans: Rūchū-kuku / 琉球國 |

### Niet-onafhankelijke gebieden van Johor
| Korte landsnaam (Nederlands) | Status                       | Korte landsnaam (oorspronkelijke taal/talen) |
| ---------------------------- | ---------------------------- | -------------------------------------------- |
| Pahang                       | Vazalstaat: Sultanaat Pahang | Maleis: Pahang                               |

### Niet-onafhankelijke gebieden van de Kerkelijke Staat
| Korte landsnaam (Nederlands) | Status                                     | Korte landsnaam (oorspronkelijke taal/talen)                 |
| ---------------------------- | ------------------------------------------ | ------------------------------------------------------------ |
| Avignon                      | Pauselijk domein                           | Frans: Avignon Latijn: Avenio                                |
| Venaissin                    | Graafschap Venaissin, een Pauselijk domein | Frans: Comtat Latijn: Pagus Vendascinus Provençaals: Coumtat |

### Luiks-Nederlandse niet-onafhankelijke gebieden
| Korte landsnaam (Nederlands) | Status                                                 | Korte landsnaam (oorspronkelijke taal/talen) |
| ---------------------------- | ------------------------------------------------------ | -------------------------------------------- |
| Maastricht                   | Condominium van Luik en de Zeven Verenigde Nederlanden | Nederlands: Maastricht                       |

### Niet-onafhankelijke gebieden van het Mogolrijk
| Korte landsnaam (Nederlands) | Status                                                          | Korte landsnaam (oorspronkelijke taal/talen) |
| ---------------------------- | --------------------------------------------------------------- | -------------------------------------------- |
| Koch                         | Vazalstaat: Koninkrijk Koch (ook wel: Koch Bihar / Cooch Behar) | Assamees: Bengaals:                          |

### Nederlandse niet-onafhankelijke gebieden
De Republiek der Zeven Verenigde Nederlanden was een confederatie bestaande uit zeven provincies die vertegenwoordigd waren in de Staten-Generaal: de Heerlijkheid Friesland, het Hertogdom Gelre, het Graafschap Holland, de Heerlijkheid Overijssel, de Stad en Lande (Groningen), de Heerlijkheid Utrecht en het Graafschap Zeeland. Daarnaast omvatte het ook het Landschap Drenthe en de generaliteitslanden Staats-Brabant, Staats-Opper-Gelre, Staats-Overmaas en Staats-Vlaanderen. Het generaliteitsland Westerwolde was de facto een onderdeel van Stad en Lande. Buren, Culemborg, IJsselstein, Bokhoven, Boxmeer, Gemert, Megen en Ravenstein waren onderdeel van het Heilige Roomse Rijk en behoorden officieel niet tot de Republiek. Ze stonden in de praktijk wel onder Nederlandse invloed en zijn daarom hieronder vermeld. Buren, Culemborg en IJsselstein waren tevens bezittingen van de Prins van Oranje. 

In onderstaande lijst staan verder de gebieden vermeld die onder bestuur stonden van de VOC of de WIC. Kleine handelsposten, gelegen op het grondgebied van andere onafhankelijke staten, zijn niet weergegeven. Ook niet apart vermeld zijn de staten (vorstenlanden) in de Indische Archipel die onder protectie stonden van de VOC en soms een grote mate van autonomie hadden. Voorbeelden hiervan zijn: Bacan, Bantam, Bima, Cirebon, Gowa, Mataram, Siau, Tabukan, Tallo en Tidore. De Maldiven stonden eveneens onder protectie van de VOC (vanuit Ceylon).
| Korte landsnaam (Nederlands) | Status | Korte landsnaam (oorspronkelijke taal/talen)               |
| ---------------------------- | --- | ---------------------------------------------------------- |
| Amboina                      | Gouvernement van de VOC                                                                                              | Nederlands: Amboina / Amboyna                              |
| Aruba                        | Eigendom van de West-Indische Compagnie                                                                              | Nederlands: Aruba                                          |
| Banda                        | Gouvernement van de VOC                                                                                              | Nederlands: Banda                                          |
| Batavia                      | Gouvernement van de VOC                                                                                              | Nederlands: Batavia                                        |
| Berbice                      | Kolonie | Nederlands: Berbice                                        |
| Bokhoven                     | Graafschap Bokhoven, deel van het Heilige Roomse Rijk                                                                | Nederlands: Bokhoven                                       |
| Boxmeer                      | Heerlijkheid Boxmeer, deel van het Heilige Roomse Rijk                                                               | Nederlands: Boxmeer                                        |
| Buren                        | Graafschap Buren, bezitting van de Prinsen van Oranje en deel van het Heilige Roomse Rijk                            | Nederlands: Buren                                          |
| Ceylon                       | Gouvernement van de VOC                                                                                              | Nederlands: Zeylan / Seylon / Seylan                       |
| Cheribon                     | Residentie van de VOC                                                                                                | Nederlands: Cheribon                                       |
| Coromandel                   | Gouvernement van de VOC                                                                                              | Nederlands: Coromandel                                     |
| Culemborg                    | Graafschap Culemborg, bezitting van de Prinsen van Oranje en deel van het Heilige Roomse Rijk                        | Nederlands: Culemborg                                      |
| Curaçao                      | Eigendom van de West-Indische Compagnie                                                                              | Nederlands: Curaçao                                        |
| Essequebo                    | Kolonie | Nederlands: Essequebo                                      |
| Gemert                       | Heerlijkheid Gemert, deel van het Heilige Roomse Rijk                                                                | Nederlands: Gemert                                         |
| IJsselstein                  | Baronie IJsselstein, bezitting van de Prinsen van Oranje en heerlijkheid (Vrije Baronie) van het Heilige Roomse Rijk | Nederlands: IJsselstein                                    |
| Java's Noordoostkust         | Gouvernement van de VOC                                                                                              | Nederlands: Java's Noordkust                               |
| Kaapkolonie                  | Kolonie (handelspost) van de VOC                                                                                     | Nederlands: Tussenstation Kaap de Goede Hoop               |
| Makassar (ook wel: Celebes)  | Gouvernement van de VOC                                                                                              | Nederlands: Makassar                                       |
| Malabar (ook wel: Cochin)    | Commandement van de VOC                                                                                              | Nederlands: Malabar                                        |
| Megen                        | Graafschap Megen, deel van het Heilige Roomse Rijk                                                                   | Nederlands: Megen                                          |
| Molukken                     | Gouvernement van de VOC                                                                                              | Nederlands: Molukken                                       |
| Nederlands-Bengalen          | Directoraat van de VOC                                                                                               | Nederlands: Bengalen                                       |
| Nederlands-Malakka           | Gouvernement van de VOC                                                                                              | Nederlands: Malakka / Melakka / Mallacca                   |
| Nederlands-Timor             | Eigendom van de VOC                                                                                                  | Nederlands: Timor                                          |
| Ravenstein                   | Land van Ravenstein (ook wel: Heerlijkheid Ravenstein), deel van het Heilige Roomse Rijk                             | Duits en Nederlands: Ravenstein                            |
| Nederlandse Goudkust         | Eigendom van de West-Indische Compagnie                                                                              | Nederlands: Nederlandsche Bezittingen ter Kuste van Guinea |
| Sint-Eustatius               | Eigendom van de West-Indische Compagnie                                                                              | Nederlands: Sint-Eustatius                                 |
| Sint-Maarten                 | Eigendom van de West-Indische Compagnie                                                                              | Nederlands: Sint-Maarten                                   |
| Slavenkust                   | Eigendom van de West-Indische Compagnie                                                                              | Nederlands: Slavenkust                                     |
| Sumatra's Westkust           | Commandement van de VOC                                                                                              | Nederlands: Sumatra's Westkust                             |
| Suratte                      | Directoraat van de VOC                                                                                               | Nederlands: Suratte / Soeratte                             |
| Suriname                     | Kolonie | Nederlands: Suriname                                       |

### Ottomaanse niet-onafhankelijke gebieden
Egypte en Tunis waren onderdelen van het Ottomaanse Rijk, maar hadden een grote mate van autonomie.
| Korte landsnaam (Nederlands) | Status                                                                  | Korte landsnaam (oorspronkelijke taal/talen)                |
| ---------------------------- | ----------------------------------------------------------------------- | ----------------------------------------------------------- |
| Abchazië                     | Vazalstaat: Vorstendom Abchazië                                         | Abchazisch: Apsny / Аҧсны́                                   |
| Akhty-Para                   | Vazalstaat: Confederatie Akhty-Para                                     | Lezgisch:                                                   |
| Baban                        | Vazalstaat: Emiraat Baban                                               | Koerdisch:                                                  |
| Badinan                      | Vazalstaat: Badinan                                                     | Koerdisch:                                                  |
| Bitlis                       | Vazalstaat: Vorstendom Bitlis                                           | Koerdisch:                                                  |
| Botan                        | Vazalstaat: Emiraat Botan (Bokhti)                                      | Koerdisch:                                                  |
| Egypte                       | Eyalet Egypte                                                           | Arabisch: Miṣr / مِصر Osmaans: Mısır / میصیر                 |
| Gazikumukh                   | Vazalstaat: Kanaat Gazikumukh (ook wel: Lak / Kazi-Kumukh / Qazi-Qumuq) | Lak: Gazigumukssa Khanlug                                   |
| Goeria                       | Vazalstaat: Vorstendom Goeria                                           | Georgisch: Guria / გურია                                    |
| Hakkari                      | Vazalstaat: Emiraat Hakkari                                             | Koerdisch:                                                  |
| Imeretië                     | Vazalstaat: Koninkrijk Imeretië                                         | Georgisch: Imeretis Samepho / იმერეთის სამეფო               |
| Kachetië                     | Vazalstaat: Koninkrijk Kachetië                                         | Georgisch: კახეთი                                           |
| Krim                         | Vazalstaat: Kanaat van de Krim                                          | Krim-Tataars: Qırım Yurtu / قريم يورتى Osmaans: خانية القرم |
| Mehtuli                      | Vazalstaat: Kanaat Mehtuli (ook wel: Dzhengutai / Jengutay)             | Koemuks: Mahtulu xanlıq Osmaans:                            |
| Mingrelië                    | Vazalstaat: Vorstendom Mingrelië                                        | Mingreels:                                                  |
| Moldavië                     | Vazalstaat: Vorstendom Moldavië                                         | Osmaans: Bogdan Roemeens: Moldova                           |
| Mukriyan                     | Vazalstaat: Mukriyan                                                    | Koerdisch:                                                  |
| Şirvan                       | Vazalstaat: Emiraat Şirvan                                              | Koerdisch:                                                  |
| Soran                        | Vazalstaat: Emiraat Soran                                               | Koerdisch:                                                  |
| Svanetië                     | Vazalstaat: Vorstendom Svanetië                                         | Svanetisch:                                                 |
| Tunis                        | Beylik Tunis                                                            | Arabisch: Osmaans:                                          |
| Walachije                    | Vazalstaat: Vorstendom Walachije                                        | Osmaans: Eflak Roemeens: Valahia                            |

### Niet-onafhankelijke gebieden van Ouaddaï
| Korte landsnaam (Nederlands) | Status                          | Korte landsnaam (oorspronkelijke taal/talen) |
| ---------------------------- | ------------------------------- | -------------------------------------------- |
| Dar Runga                    | Vazalstaat: Sultanaat Dar Runga |                                              |

### Perzische niet-onafhankelijke gebieden
| Korte landsnaam (Nederlands) | Status                                 | Korte landsnaam (oorspronkelijke taal/talen) |
| ---------------------------- | -------------------------------------- | -------------------------------------------- |
| Ardalan                      | Vazalstaat: Ardalan (ook wel: Erdalan) | Koerdisch: Perzisch: Ardalān / اردلان        |
| Dizak                        | Vazalstaat: Vorstendom Dizak           | Armeens: Perzisch:                           |
| Gulistan                     | Vazalstaat: Vorstendom Gulistan        | Armeens: Perzisch:                           |
| Jraberd                      | Vazalstaat: Vorstendom Jraberd         | Armeens: Perzisch:                           |
| Khachen                      | Vazalstaat: Vorstendom Khachen         | Armeens: Perzisch:                           |
| Varanda                      | Vazalstaat: Vorstendom Varanda         | Armeens: Perzisch:                           |

### Poolse niet-onafhankelijke gebieden
| Korte landsnaam (Nederlands) | Status                                                 | Korte landsnaam (oorspronkelijke taal/talen)                                                                       |
| ---------------------------- | ------------------------------------------------------ | --- |
| Ermland                      | Prinsbisdom van de Poolse Kroon                        | Duits: Ermland Pools: Księstwo Warmińskie                                                                          |
| Koerland en Semgallen        | Vazalstaat: Koerland en Semgallen                      | Duits: Kurland und Semgallen Latijn: Curlandia et Semigallia Lets: Kurzeme un Zemgale Pools: Kurlandia i Semigalia |
| Pilten                       | Bisdom, in personele unie met het gemenebest verbonden | Duits: Pilten Lets: Piltene Pools: Piltyń                                                                          |

### Portugese niet-onafhankelijke gebieden
| Korte landsnaam (Nederlands) | Status          | Korte landsnaam (oorspronkelijke taal/talen)                                |
| ---------------------------- | --------------- | --------------------------------------------------------------------------- |
| Angra                        | Donataria       | Portugees: Angra                                                            |
| Brazilië                     | Onderkoninkrijk | Portugees: Brasil                                                           |
| Faial en Pico                | Donataria       | Portugees: Faial e Pico                                                     |
| Fernão do Po                 | Kolonie         | Portugees: Fernão do Po                                                     |
| Flores en Corvo              | Donataria       | Portugees: Flores e Corvo                                                   |
| Graciosa                     | Donataria       | Portugees: Graciosa                                                         |
| Kaapverdië                   | Kolonie         | Portugees: Cabo Verde                                                       |
| Macau                        | Kolonie         | Portugees: Macau                                                            |
| Madeira                      | Kolonie         | Portugees: Madeira                                                          |
| Maranhão                     | Kolonie         | Portugees: Maranhão                                                         |
| Mazagan                      | Kolonie         | Arabisch: Al-Jadida / الجديدة Berbers: Mazaghan / ⵎⴰⵣⵖⴰⵏ Portugees: Mazagão |
| Nova Colônia do Sacramento   | Kolonie         | Portugees: Nova Colônia do Sacramento                                       |
| Portugees-Indië              | Kolonie         | Portugees: Estado da Índia                                                  |
| Portugees-Oost-Afrika        | Kolonie         | Portugees: África Oriental Portuguesa                                       |
| Portugees-West-Afrika        | Kolonie         | Portugees: África Ocidental Portuguesa                                      |
| Praia                        | Donataria       | Portugees: Praia                                                            |
| Principe                     | Donataria       | Portugees: São Tomé e Príncipe                                              |
| Santa Maria                  | Donataria       | Portugees: Santa Maria                                                      |
| São Miguel                   | Donataria       | Portugees: São Miguel                                                       |
| Sao Tomé                     | Donataria       | Portugees: São Tomé                                                         |

### Pruisische niet-onafhankelijke gebieden
Het Koninkrijk Pruisen was formeel een personele unie tussen het Keurvorstendom Brandenburg, dat onderdeel was van het Heilige Roomse Rijk, en het eigenlijke Koninkrijk Pruisen, dat geen onderdeel was van het Heilige Roomse Rijk. In de praktijk was Brandenburg echter een onderdeel van het Koninkrijk Pruisen met als staatshoofd de Koning in Pruisen.
| Korte landsnaam (Nederlands) | Status | Korte landsnaam (oorspronkelijke taal/talen) |
| ---------------------------- | --- | -------------------------------------------- |
| Brandenburg                  | Keurvorstendom Brandenburg (ook wel: Markgraafschap Brandenburg): onderdeel van het Heilige Roomse Rijk                                                  | Duits: Brandenburg                           |
| Neuchâtel                    | Vorstendom Neuchâtel: onderdeel van het Heilige Roomse Rijk, Zugewandter Ort van het Zwitserse Eedgenootschap en in personele unie met Pruisen verbonden | Duits: Neuenburg Frans: Neuchâtel            |

### Niet-onafhankelijke gebieden van Ramnad
| Korte landsnaam (Nederlands) | Status                 | Korte landsnaam (oorspronkelijke taal/talen) |
| ---------------------------- | ---------------------- | -------------------------------------------- |
| Pudukkottai                  | Koninkrijk Pudukkottai | Tamil:                                       |

### Russische niet-onafhankelijke gebieden
| Korte landsnaam (Nederlands) | Status                                                   | Korte landsnaam (oorspronkelijke taal/talen)                 |
| ---------------------------- | -------------------------------------------------------- | ------------------------------------------------------------ |
| Aqusha-Dargo                 | Confederatie Aqusha-Dargo                                | Lezgisch: Russisch:                                          |
| Kaitag                       | Kaitag                                                   | Dargiens: Koemuks: Russisch: Кайтагское уцмийство            |
| Kalmukkenkanaat              | Protectoraat                                             | Kalmuks: Хальмг ханат улс Russisch: Калмы́цкое ха́нство        |
| Kozakkenhetmannaat           | Vazalstaat: Kozakkenhetmannaat (ook wel: Host Zaporizja) | Oekraïens: Het’manshchyna / Гетьманщина Russisch: Ге́тманщина |
| Tabassaran                   | Vazalstaat: Vorstendom Tabassaran (ook wel: Tabasaran)   | Russisch: Табасаранское майсумство Tabassaraans:             |

### Rwandese niet-onafhankelijke gebieden
| Korte landsnaam (Nederlands) | Status                                                        | Korte landsnaam (oorspronkelijke taal/talen) |
| ---------------------------- | ------------------------------------------------------------- | -------------------------------------------- |
| Buhoma                       | Vazalstaat: Koninkrijk Buhoma                                 | Kinyarwanda: Buhoma                          |
| Bukonja                      | Vazalstaat: Koninkrijk Bukonja                                | Kinyarwanda: Bukonja                         |
| Bukunzi                      | Vazalstaat: Koninkrijk Bukunzi (ook wel: Koninkrijk Mbirizi)  | Kinyarwanda: Bukunzi                         |
| Bushiru                      | Vazalstaat: Koninkrijk Bushiru                                | Kinyarwanda: Bushiru                         |
| Busozo                       | Vazalstaat: Koninkrijk Busozo                                 | Kinyarwanda: Busozo                          |
| Cyingogo                     | Vazalstaat: Koninkrijk Cyingogo (ook wel: Koninkrijk Kingogo) | Kinyarwanda: Cyingogo                        |
| Kibari                       | Vazalstaat: Koninkrijk Kibari                                 | Kinyarwanda: Kibari                          |
| Ruhengeri                    | Vazalstaat: Koninkrijk Ruhengeri                              | Kinyarwanda: Ruhengeri                       |

### Niet-onafhankelijke gebieden van Siak
| Korte landsnaam (Nederlands) | Status     | Korte landsnaam (oorspronkelijke taal/talen) |
| ---------------------------- | ---------- | -------------------------------------------- |
| Deli                         | Vazalstaat | Maleis: Deli                                 |
| Langkat                      | Vazalstaat | Maleis: Langkat                              |
| Serdang                      | Vazalstaat | Maleis: Serdang                              |

### Siamese niet-onafhankelijke gebieden
| Korte landsnaam (Nederlands) | Status                          | Korte landsnaam (oorspronkelijke taal/talen) |
| ---------------------------- | ------------------------------- | -------------------------------------------- |
| Cambodja                     | Vazalstaat: Koninkrijk Cambodja | Khmer: Kampuchea / ព្រះរាជាណាចក្រកម្ពុជា              |
| Kedah                        | Vazalstaat: Sultanaat Kedah     | Maleis: Kedah                                |
| Pattani                      | Vazalstaat: Koninkrijk Pattani  | Pattanimaleis: Patani                        |

### Siciliaanse (Napolitaanse) niet-onafhankelijke gebieden
| Korte landsnaam (Nederlands) | Status | Korte landsnaam (oorspronkelijke taal/talen) |
| ---------------------------- | --- | -------------------------------------------- |
| Malta                        | Vazalstaat bestuurd door de Souvereine Militaire Hospitaal Orde van Sint Jan van Jeruzalem, van Rhodos en van Malta | Italiaans en Maltees: Malta                  |
| Sora                         | Vazalstaat: Hertogdom Sora                                                                                          | Italiaans: Sora                              |

### Spaanse niet-onafhankelijke gebieden
| Korte landsnaam (Nederlands) | Status                                                                                           | Korte landsnaam (oorspronkelijke taal/talen) |
| ---------------------------- | ------------------------------------------------------------------------------------------------ | -------------------------------------------- |
| Nieuw-Spanje                 | Onderkoninkrijk                                                                                  | Spaans: Nueva España                         |
| Peru                         | Onderkoninkrijk                                                                                  | Spaans: Perú                                 |
| Piombino                     | Vorstendom Piombino, onder Spaanse suzereiniteit en in naam een deel van het Heilige Roomse Rijk | Italiaans en Spaans: Piombino                |

### Venetiaanse niet-onafhankelijke gebieden
De Republiek Venetië omvatte naast de Dogado (het eigenlijke Venetië) ook de Domini di Terraferma (het achterland ten noorden van de stad Venetië) en de Stato da Màr (de overzeese bezittingen). De Stato da Màr omvatte Venetiaans-Istrië, Venetiaans-Dalmatië, Venetiaans-Albanië en de Ionische Eilanden.
| Korte landsnaam (Nederlands) | Status         | Korte landsnaam (oorspronkelijke taal/talen) |
| ---------------------------- | -------------- | -------------------------------------------- |
| Domini di Terraferma         | Domein         | Venetiaans: Domini di Terraferma             |
| Stato da Màr                 | Overzees bezit | Venetiaans: Stato da Màr                     |

### Vietnamese niet-onafhankelijke gebieden
| Korte landsnaam (Nederlands) | Status                        | Korte landsnaam (oorspronkelijke taal/talen) |
| ---------------------------- | ----------------------------- | -------------------------------------------- |
| Champa                       | Vazalstaat: Koninkrijk Champa | Vietnamees: Cham Pa                          |

### Zweedse niet-onafhankelijke gebieden
| Korte landsnaam (Nederlands) | Status                                  | Korte landsnaam (oorspronkelijke taal/talen)      |
| ---------------------------- | --------------------------------------- | ------------------------------------------------- |
| Wismar                       | Zweeds bezit in het Heilige Roomse Rijk | Duits en Zweeds: Wismar                           |
| Zweeds-Pommeren              | Zweeds bezit in het Heilige Roomse Rijk | Duits: Schwedisch Pommern Zweeds: Svenska Pommern |

### Zwitserse niet-onafhankelijke gebieden
| Korte landsnaam (Nederlands) | Status                                                                                        | Korte landsnaam (oorspronkelijke taal/talen) |
| ---------------------------- | --------------------------------------------------------------------------------------------- | -------------------------------------------- |
| Baden                        | Condominium van Zürich, Bern en Glarus                                                        | Duits: Baden                                 |
| Bellelay                     | Protectoraat van Bern, Biel en Solothurn en rijksabdij van het Heilige Roomse Rijk            | Frans: Bellelay                              |
| Bellinzona                   | Condominium van Uri, Schwyz en Nidwalden                                                      | Italiaans: Bellinzona                        |
| Blenio                       | Condominium van Uri, Schwyz en Nidwalden                                                      | Italiaans: Blenio                            |
| Einsiedeln                   | Protectoraat van Schwyz en rijksabdij van het Heilige Roomse Rijk                             | Duits: Einsiedeln                            |
| Engelberg                    | Protectoraat van Schwyz, Uri, Luzern en Unterwalden en rijksabdij van het Heilige Roomse Rijk | Duits: Engelberg                             |
| Gersau                       | Republiek Gersau: protectoraat van Schwyz, Uri, Luzern en Unterwalden                         | Duits: Gersau                                |
| Grandson                     | Condominium van Bern en Fribourg                                                              | Frans: Grandson                              |
| Grasburg                     | Condominium van Bern en Fribourg                                                              | Duits: Grasburg / Schwarzenburg              |
| Hohensax                     | Condominium van Glarus en Schwyz                                                              | Duits: Hohensax                              |
| La Neuveville                | Protectoraat van Bern en het Prinsbisdom Bazel (deel Heilige Roomse Rijk)                     | Frans: La Neuveville                         |
| La Riviera                   | Condominium van Uri, Schwyz en Nidwalden                                                      | Italiaans: La Riviera                        |
| Leventina                    | Bezitting van Uri                                                                             | Italiaans: Leventina                         |
| Locarno                      | Condominium van diverse kantons                                                               | Italiaans: Locarno                           |
| Lugano                       | Condominium van diverse kantons                                                               | Italiaans: Lugano                            |
| Mendrisio                    | Condominium van diverse kantons                                                               | Italiaans: Mendrisio                         |
| Moutier-Grandval             | Protectoraat van Bern en het Prinsbisdom Bazel en rijksabdij van het Heilige Roomse Rijk      | Frans: Moutier-Grandval                      |
| Murten                       | Condominium van Bern en Fribourg                                                              | Duits: Murten Frans: Morat                   |
| Oberen Freie Ämter           | Condominium van diverse kantons                                                               | Duits: Oberen Freie Ämter                    |
| Orbe en Echallens            | Condominium van Bern en Fribourg                                                              | Frans: Orbe et Echallens                     |
| Rapperswil                   | Protectoraat van Zürich, Bern en Glarus                                                       | Duits: Rapperswil                            |
| Rheintal                     | Condominium van diverse Zwitserse kantons                                                     | Duits: Rheintal                              |
| Sargans                      | Condominium van diverse Zwitserse kantons en graafschap van het Heilige Roomse Rijk           | Duits: Sargans                               |
| Tessenberg                   | Condominium van Bern en het Prinsbisdom Bazel (deel Heilige Roomse Rijk)                      | Duits: Tessenberg Frans: Montagne de Diesse  |
| Thurgau                      | Condominium van diverse kantons                                                               | Duits: Thurgau                               |
| Unteren Freie Ämter          | Condominium van diverse kantons                                                               | Duits: Unteren Freie Ämter                   |
| Urseren                      | Bezitting van Uri                                                                             | Duits: Urseren                               |
| Uznach                       | Condominium van Glarus en Schwyz                                                              | Duits: Uznach                                |
| Vallemaggia                  | Condominium van diverse kantons                                                               | Italiaans: Vallemaggia                       |
| Windegg                      | Condominium van Glarus en Schwyz                                                              | Duits: Windegg / Gaster                      |